# Uhrwerk

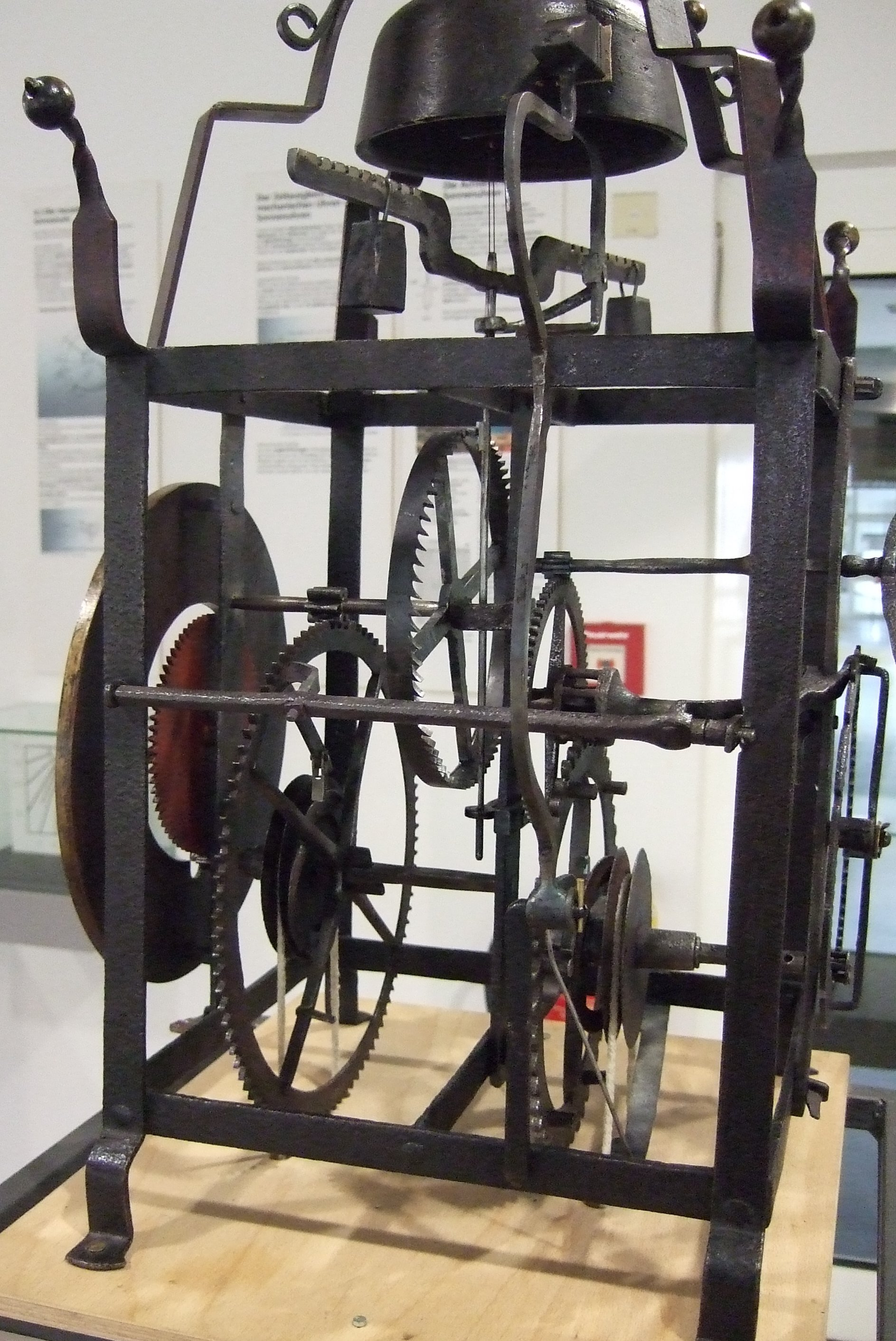
Mechanisches Turmuhrwerk mit Waag, Deutsches Uhrenmuseum, Gotik

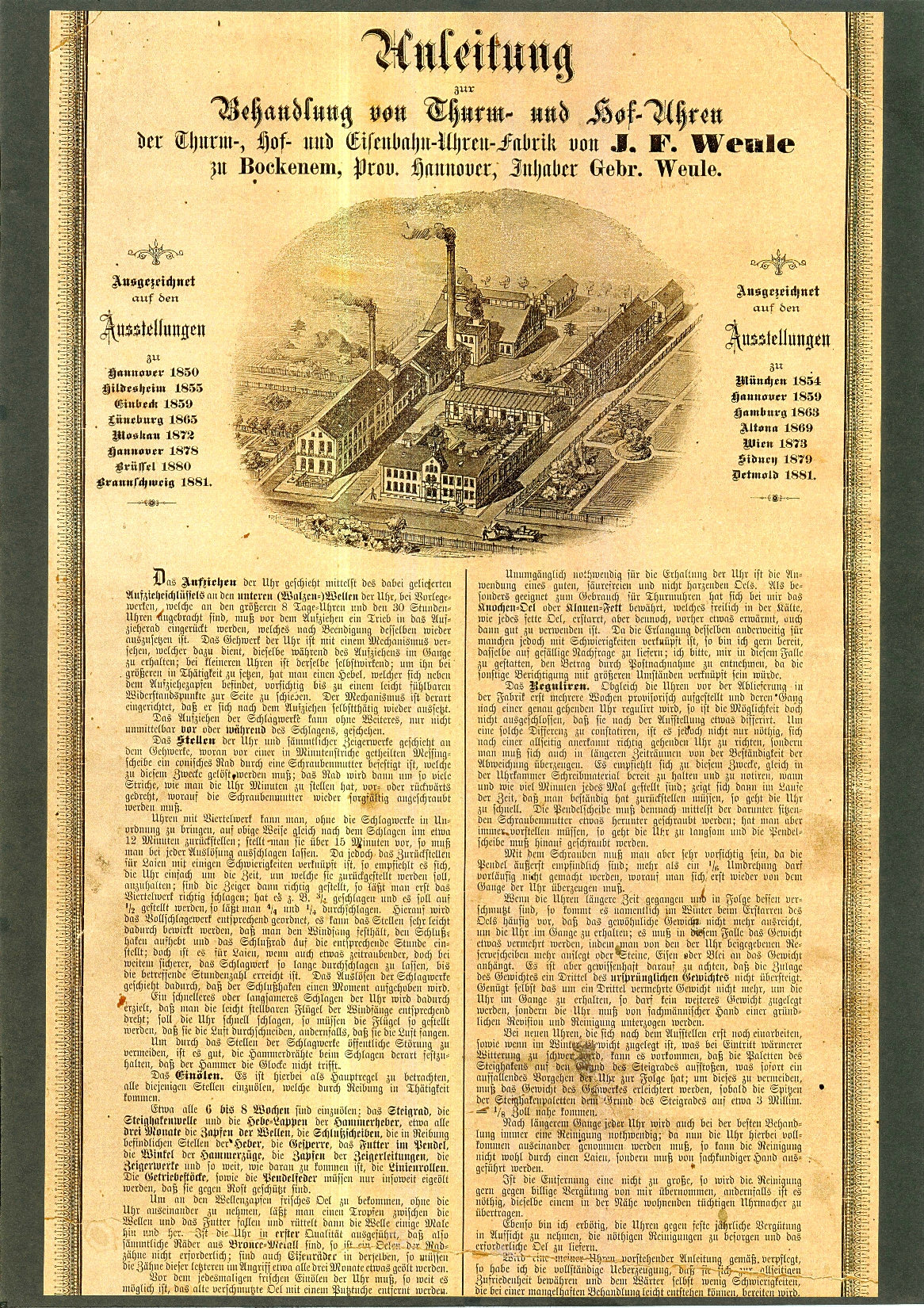
Wartungsanleitung einer F.J.Weule-Uhr von 1906

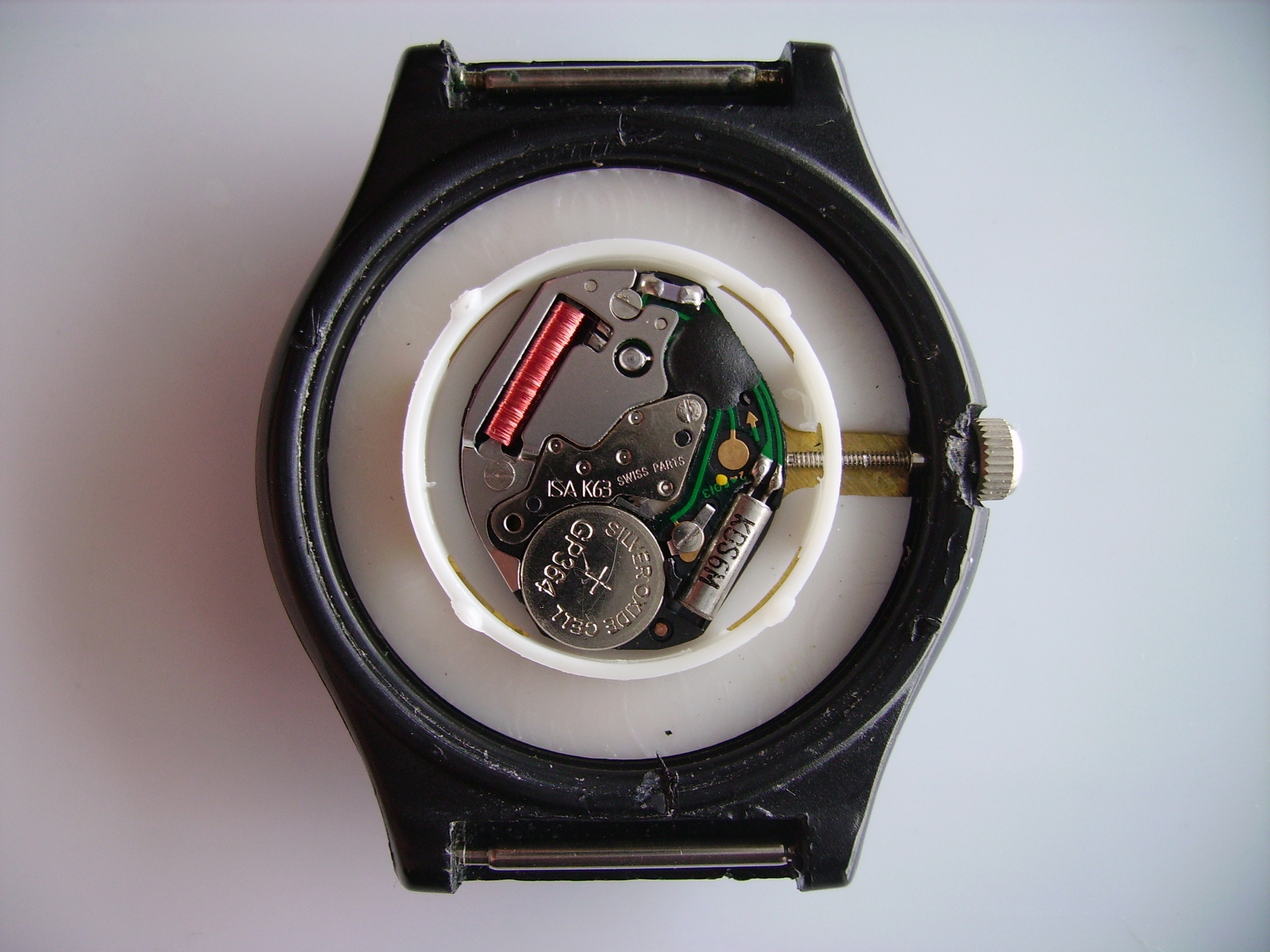
Elektromechanisches Armbanduhrwerk; unten rechts Uhrenquarz, links daneben Knopfzelle (Batterie). Oben rechts Oszillator und Taktteiler (unter schwarzer Versiegelung) und oben links die Spule des Lavet-Schrittmotors mit rotem Lackdraht für den Antrieb der Zeiger

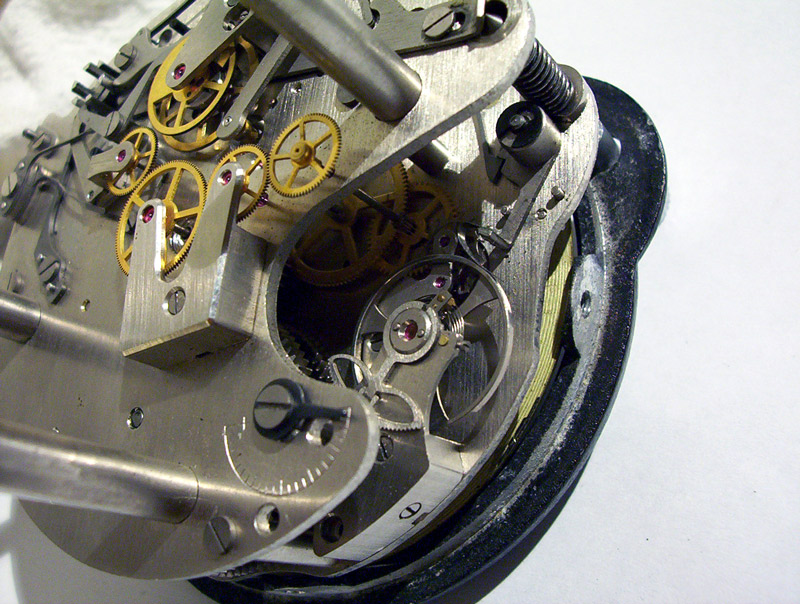
Mechanisches Uhrwerk in einem Flugzeug-Cockpit, Chronograph Molnija AChS-1 der MiG 25

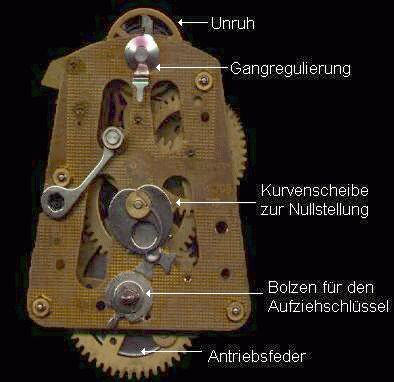
Mechanisches Uhrwerk einer Stoppuhr

Als Uhrwerk bezeichnet man den gesamten Mechanismus im Innern einer Uhr. Es sorgt dafür, dass die Uhrzeit richtig angezeigt wird.
Auch andere Geräte können ein Uhrwerk enthalten, wie Messschreiber, Kurzzeit-Schaltuhren, Zeitzünder, Belichtungsschaltuhren, Spieldosen und andere.
Es gibt Uhrwerke in rein mechanischer und in elektromechanischer Form mit mehr oder weniger Zahnrädern. Elektronische Uhrwerke haben keine Räder und nur ein Minimum an beweglichen mechanischen Teilen. Digitaluhren mit elektro-optischer Ziffernanzeige haben (außer Schwingquarzen) keine bewegten Teile mehr.
Bei den Elementaruhren wie der Sanduhr, der Sonnenuhr und auch der Wasseruhr wird der Begriff Uhrwerk nicht angewendet.
Ein rein mechanisches Uhrwerk ist am deutlichsten an einer großen historischen Räderuhr sichtbar. Es reicht vom Energiespeicher (meistens ein Gewichtsantrieb) über mehrere Zahnrad-Getriebestufen (Räderwerk) und eine Hemmung bis zum Gangregler (meistens ein Pendel). Vom Zahnrad-Getriebe führt ein Zweig zu den sich außerhalb befindenden Zeigern ab. Dieses sogenannte Zeigerwerk liegt mit Ausnahme der Zeiger auch im Innern einer Uhr, wird aber oft – wie die Aufzugsgewichte auch – nicht zum Uhrwerk gezählt.

## Mechanische Uhrwerke
Mechanische Uhrwerke sind mehrstufige Getriebe, deren Räder mit konstanter Winkelgeschwindigkeit umlaufen. Sie erhalten ihre Antriebsenergie aus einem mechanischen Energiespeicher. Die gespeicherte potentielle Energie wird kontrolliert abgegeben und in eine Drehbewegung der Anzeigevorrichtung (meist Zeigerachsen) umgesetzt.

### Komponenten des mechanischen Uhrwerks
Jedes mechanische Uhrwerk besteht aus einem oder mehreren Räderwerken. Das Haupträderwerk wird Gehwerk genannt, das jedes Uhrwerk besitzen muss. Das Uhrwerk kann zusätzlich einen oder mehrere Zusatzräderwerke haben, die aber vom Gehwerk gesteuert werden.
- Ein Gehwerk besteht aus:
  - Antriebsvorrichtung mit dazugehörigem Aufzug (Federwerk, Gewichtszug)
  - Anzeigevorrichtung mit Zeiger oder Springzahlen (Zeigerwerk)
  - Hemmung
  - Schwingsystem (Gangregelung) mittels Unruh, Kugelumlauf, Pendel oder Drehpendel
- Zusatzräderwerke (Auswahl):
  - Schlagwerk
  - Spielwerk
  - Weckerwerk
  - Zeitschaltvorrichtung

#### Antrieb
Mechanische Uhrwerke werden wie folgt angetrieben:
- mit Federwerk: Aufziehen durch Handaufzug (mit Schlüssel oder Aufzugskrone), Elektromagnet oder Elektromotor, bei Automatikuhren mit Unwucht und Bewegungen des Trägers
- mit Gewichten: Aufziehen durch Ziehen an deren Ketten, bei Seilen mit Kurbel, bei Großuhren elektromotorisch

Federwerke besitzen zur Vermeidung des Überdrehens oft ein Malteser-Sperrwerk, das die Anzahl der Umdrehungen begrenzt. Die Anfangs- und Endösen der Feder sind im Gegensatz zum Rest der Feder, der aus gehärtetem Stahl besteht, weichgeglüht – ein Brechen ist zwar normalerweise nur durch extreme Krafteinwirkung möglich, älteres Federmaterial neigte jedoch zum Brechen im Bereich des inneren, kleineren Biegeradius der Feder am Übergang zur gehärteten Feder.
Armbanduhren mit automatischem Aufzug verfügen über einen Federzaum, der die Aufzugfeder bei Vollaufzug durchrutschen lässt.
Eine Atmosphärische Uhr bezieht die Aufzugs-Energie für ihr Federwerk aus Temperatur- und Luftdruckschwankungen.

#### Anzeige
Einfache Uhrwerke verfügen nur über einen Stunden- und einen Minutenzeiger über einem Zifferblatt. In aufwändigeren Uhrwerken kommen Funktionen wie Sekundenzeiger, Datumsanzeige, Wochentag, Weckfunktionen, Stoppuhr, Mondphase etc. hinzu.
Es gibt auch andere Arten der Anzeige, wie beispielsweise nur einen (Stunden-)Zeiger bei der Einzeigeruhr oder die Anzeige mithilfe von drehenden Scheiben unter einem Ausschnitt bei der Scheibenuhr. Zusätzliche Indikationen werden durch die Verwendung von Kadraturen mit zusätzlichen Komplikationen erreicht.

#### Schlagwerk
Das Schlagwerk ist ein selbständiger Mechanismus in einer Räderuhr, mit dessen Hilfe die Uhrzeit zusätzlich akustisch mitgeteilt wird. Das akustische Signal wird mittels Rundgong, Stabgong, Kirchenglocke, Pfeifen, Tonfeder oder Spieldosenwerk erzeugt.

#### Weckerwerk

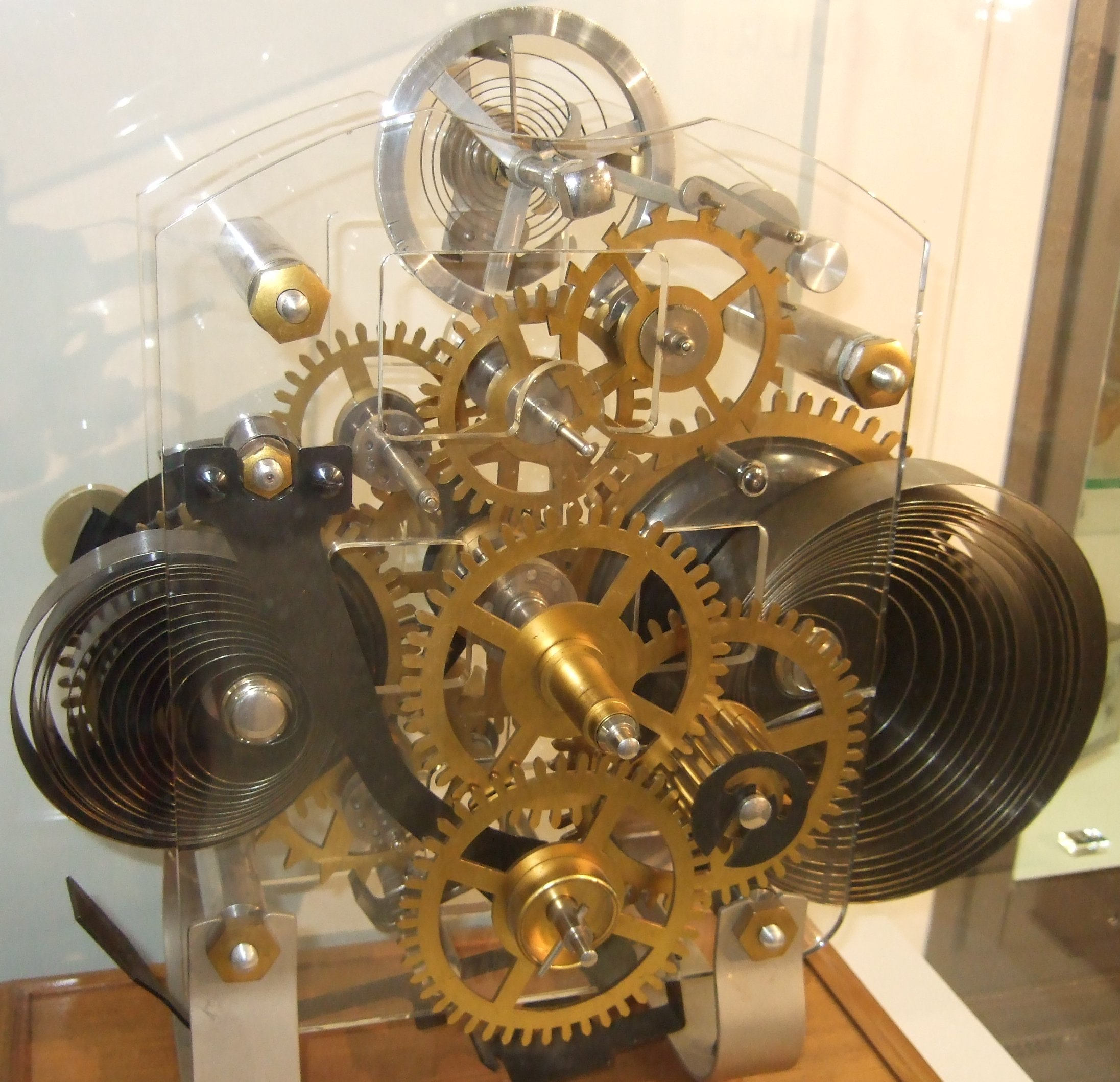
Gehwerk und Weckerwerk (Model)

Die Weckfunktion wird mit einem weiteren Zeiger (Weckzeiger) eingestellt. Der Weckzeiger sitzt bei rein mechanischen Weckwerken üblicherweise auf einer Steuerscheibe (Weckeinstellrad). Das Stundenrohr besitzt eine zusätzliche Erhebung (Weckauslösenocke) und wird durch eine flache Feder (Weckauslösefeder) nach vorn gegen die Steuerscheibe gedrückt. Wird die Weckzeit erreicht, so fällt die Erhebung des Stundenrohres in die dazugehörige Vertiefung der Steuerscheibe und der Stundenzeiger springt sichtbar näher an den Minutenzeiger heran. Diese Bewegung wird durch die Weckauslösefeder verursacht. Das lose Ende der Weckauslösefeder bewegt sich üblicherweise bedingt durch die Hebelwirkung weiter, als der Stundenzeiger selbst und gibt über diese Bewegung den Mechanismus des Weckwerkes frei oder löst einen elektrischen Kontakt aus. Über eine Schrägung an der Weckauslösenocke oder der Vertiefung des Weckeinstellrades wird über das Fortschreiten der Bewegung des Stundenzeigers das Stundenrohr gegen die Kraft der flachen Feder wieder in die normale Stellung zurückbewegt. Dies geschieht bei einfachen Weckern typischerweise in 30 bis 90 Minuten. Erst wenn das lose Ende der Weckauslösefeder den Mechanismus des Weckwerkes wieder blockiert, kann das Weckwerk erneut aufgezogen werden, ohne sofort wieder abzulaufen. Bedingt durch den Umlauf des Stundenzeigers um 360° in 12 Stunden löst das Weckwerk üblicherweise zweimal in 24 Stunden aus. Selten gibt es auch Wecker mit 24-Stunden Weckzifferblatt, die nur einmal in 24 Stunden wecken. Bei digitalen Weckern ist die Unterscheidung nach 24 Stunden üblich.
Bei mechanischen Weckwerken wirkt oft die Weckwerkfeder mit dem zugehörigen Federrad auf ein Weckersteigrad. Das Weckersteigrad veranlasst den Weckeranker zu einer Bewegung, die über einen Hebelarm einen Hammer gegen eine Glocke oder das Gehäuse des Weckers schlägt. Die Kombination Weckersteigrad und Weckeranker sehen dem Ankerrad und Anker eines mechanischen Gehwerkes mit Pendeln oft etwas ähnlich, haben aber völlig andere Optimierungskriterien.
Bei Ablauf der Weckwerkfeder nimmt diese zunehmend mehr Raum im Uhrwerk ein und behindert damit die Bewegung des Haltehebels, der oft ein einziges Bauteil mit Weckeranker und Hammer bildet. Ab einer gewissen Beeinträchtigung der Bewegung des Weckerankers wird der weitere Ablauf des Weckwerkes unterbunden und das Wecken endet abrupt. Damit wird ein langsam ausklingender Weckruf vermieden.
Uhren mit Weckfunktion besitzen üblicherweise einen zweiten Energiespeicher (meist Federwerk) für die Weckfunktion.
Sonderfall ist z. B. die Nutzung eines Federzuges sowohl für das Gehwerk als auch für das Weckwerk. Leicht erkennbar ist diese Ausführung dadurch, dass nur eine einzige Aufzugsmöglichkeit besteht, die gleichzeitig Gehwerk und Weckwerk aufzieht.

### Mechanische Uhrwerke nach der Größe

#### Kleinuhrwerke (Armband und Taschenuhrwerke)
Armbanduhrwerke werden auch Kaliber genannt. Bis auf die „Großen“ der Branche (wie Montblanc, A. Lange & Söhne, Audemars Piguet, Blancpain, Breguet, Ebel, Glashütte Original, IWC, Omega SA, Patek Philippe, Rolex, Seiko, Zenith) und einige kleine Manufakturen (wie D. Dornblüth & Sohn, Lang & Heyne, Nomos Glashütte) verwenden die meisten Uhrenhersteller heute mehr oder weniger bearbeitete Fremd-Basiskaliber. Diese werden in Millionenstückzahlen beispielsweise von ETA (Swatch Group) (ETA2824, ETA2894, Valjoux7750) oder Ronda hergestellt und verbaut (z. B. in Baume & Mercier, Breitling SA, Longines, Panerai, Sinn). In vielen preiswerten mechanischen Uhren finden sich auch Basiskaliber der Hersteller Miyota (Citizen) und Seiko.
In hochwertigen kleinen Uhrwerken werden Edelsteine als Lagersteine für bewegliche Teile verwendet, da zwischen Stahl und Stein eine geringere Reibung entsteht als zwischen zwei Stahlbauteilen. Hierdurch wird der Verschleiß reduziert und durch gleichmäßige Kraftübertragung die Ganggenauigkeit erhöht. Verwendet werden heute synthetische Steine, wie Rubine.

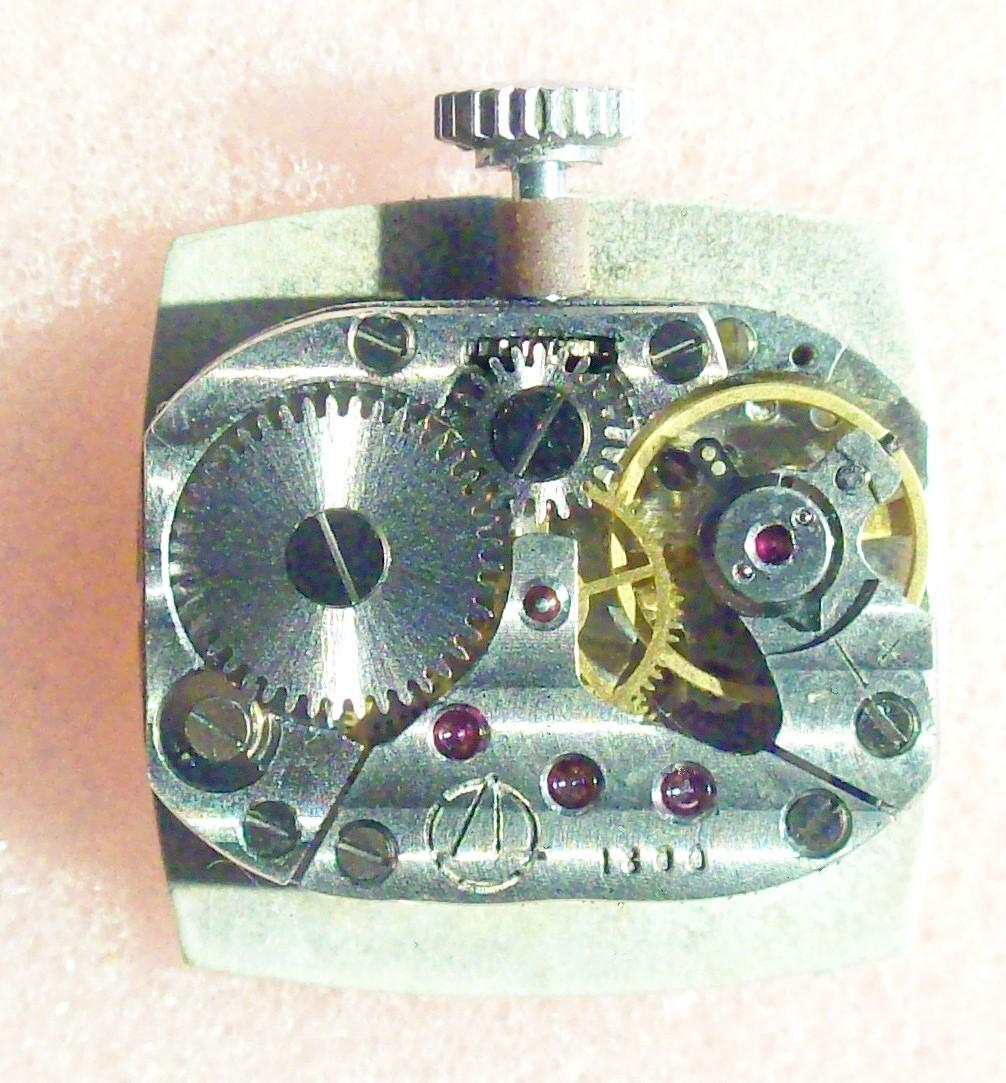
Miniaturuhrwerk einer Damenarmbanduhr 17 mm × 17 mm, Lutsch
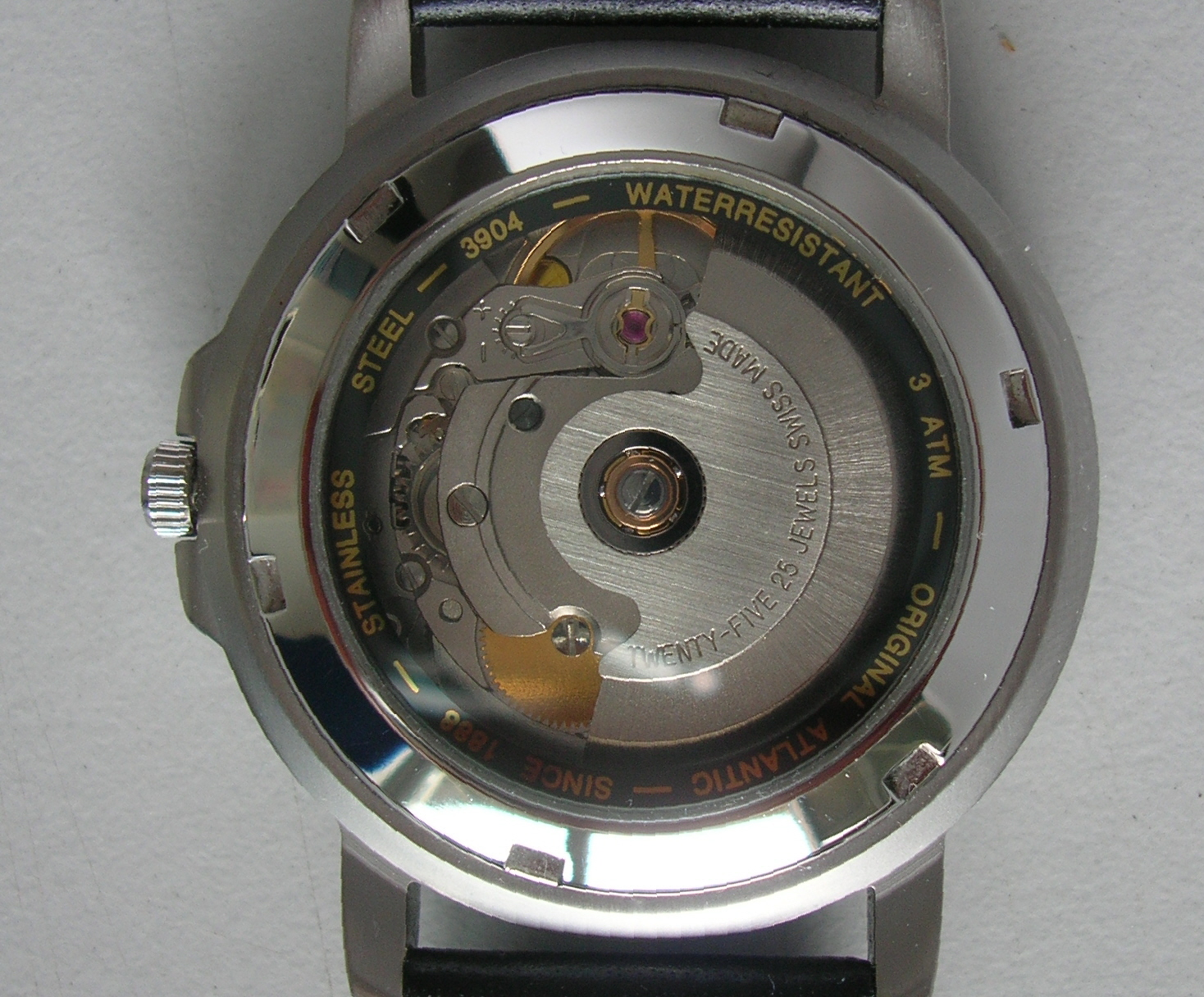
Automatikwerk, Kaliber 2824-2, ETA SA
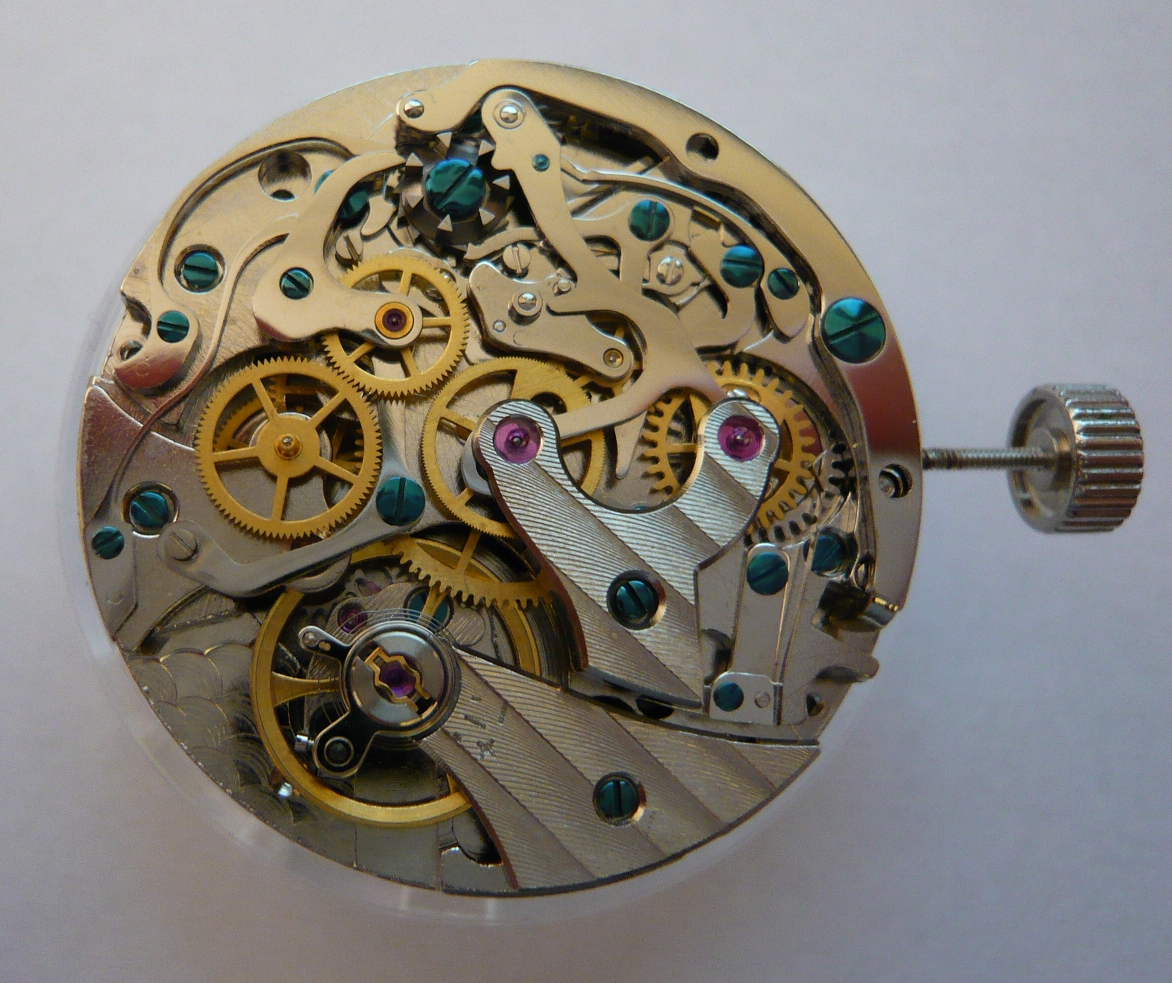
Armbanduhrwerk, Chronograph, Tianjin Seagull
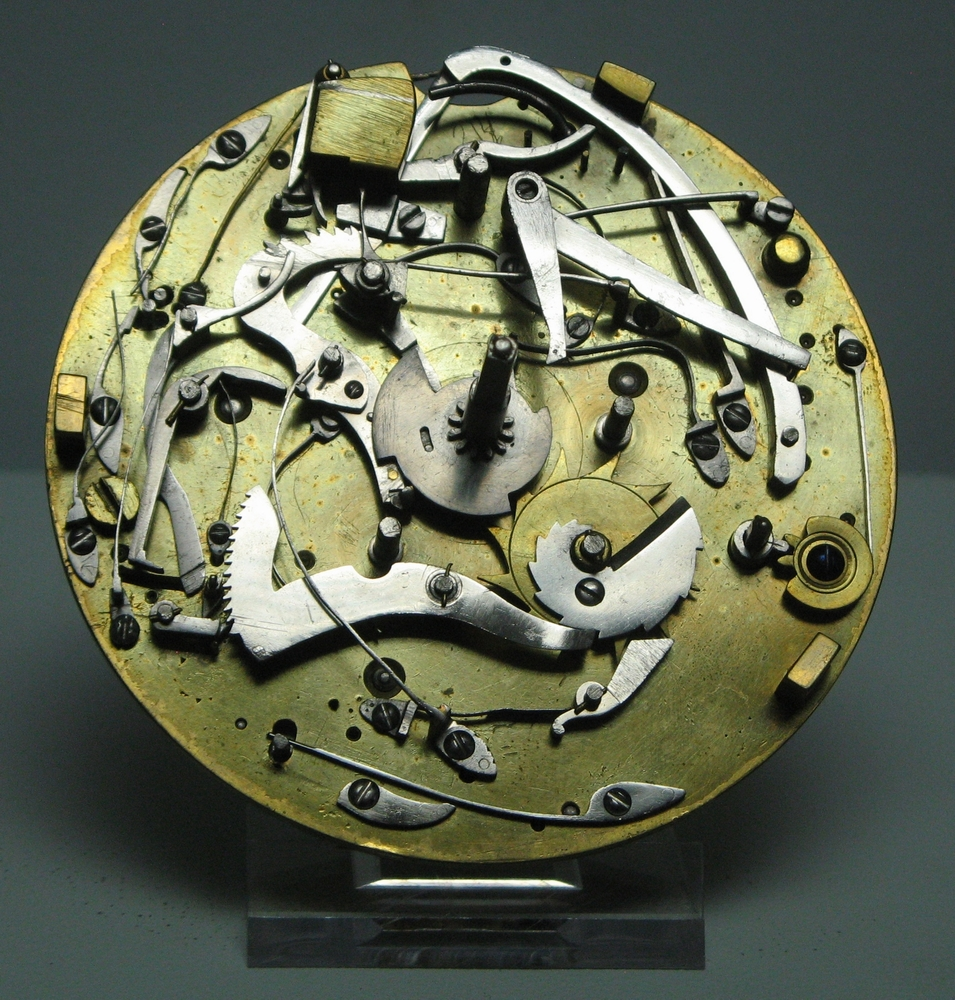
Uhrwerk einer Kutschenuhr Heimatmuseum Friedberg

#### Großuhrwerke (Wohnraum- und Industrieuhrwerke)
In Gegensatz zu einer tragbaren Kleinuhr ist der Begriff „Großuhr“ eine allgemeine Bezeichnung für alle größeren, ortsfesten Uhren. Werke für solche Uhren, je nach Funktion, können recht unterschiedlich sein.

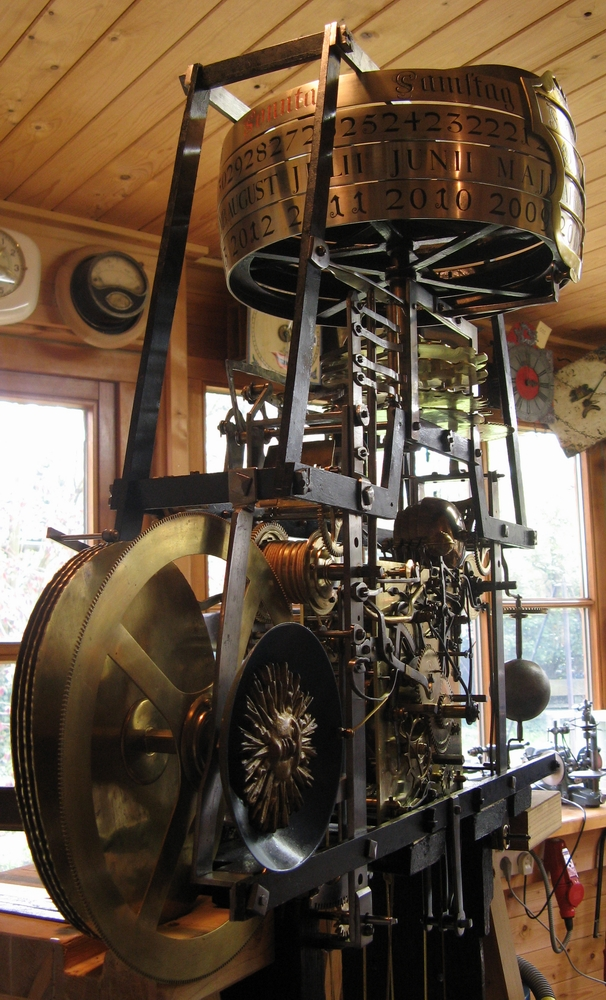
Uhrwerk einer Astronomischen Standuhr (Hüsgen-Uhr im Goethe-Haus)
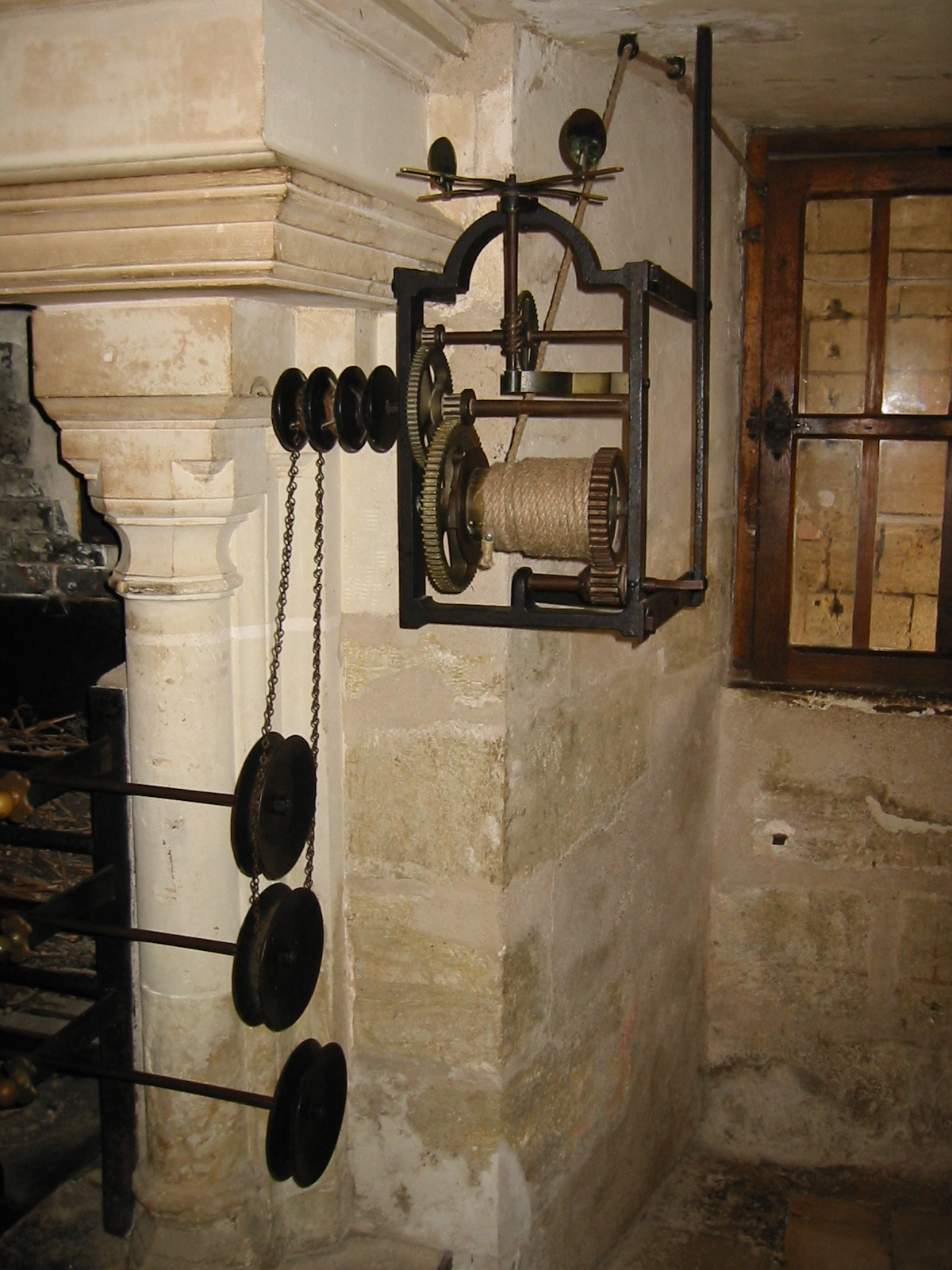
Gewichtsgetriebenes historisches Uhrwerk für Bratenwender auf Schloss Chenonceau
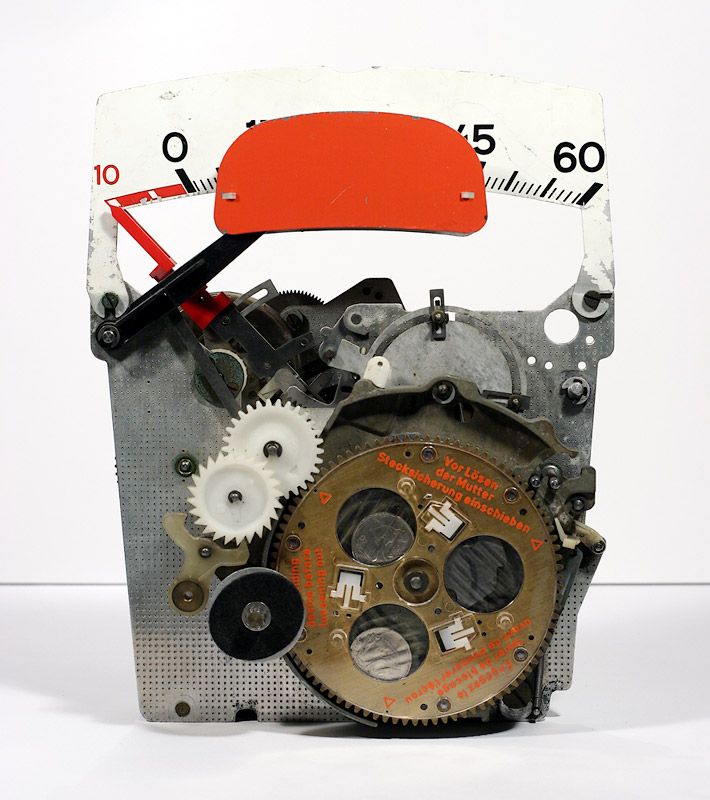
Uhrwerk einer Parkuhr der Firma Kienzle
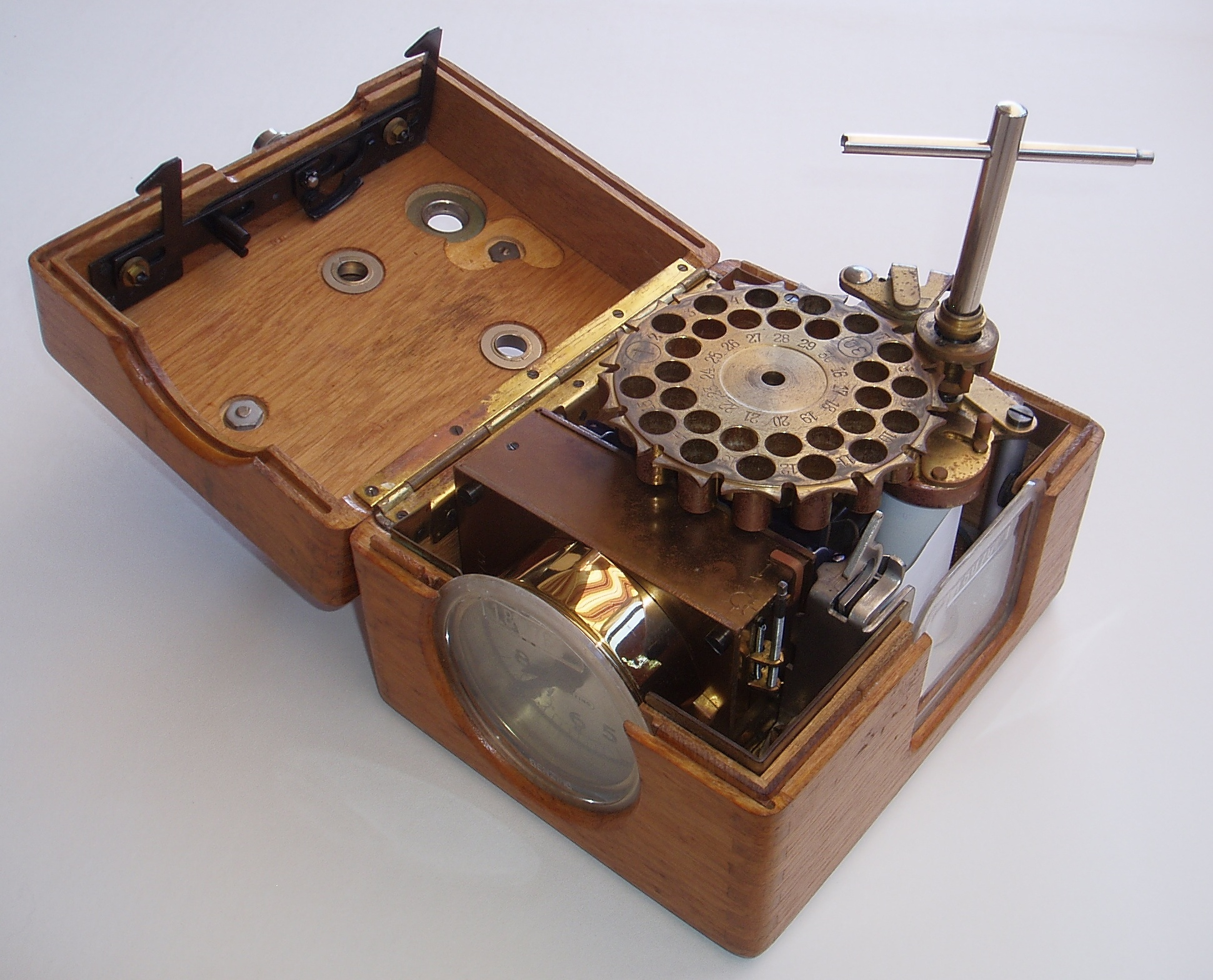
Uhrwerk einer Konstatieruhr

#### Turmuhrwerke
Uhrwerke für große öffentliche Uhren an Gebäuden wie Rathaus, Schule, Schloss, Kirche oder Kloster.

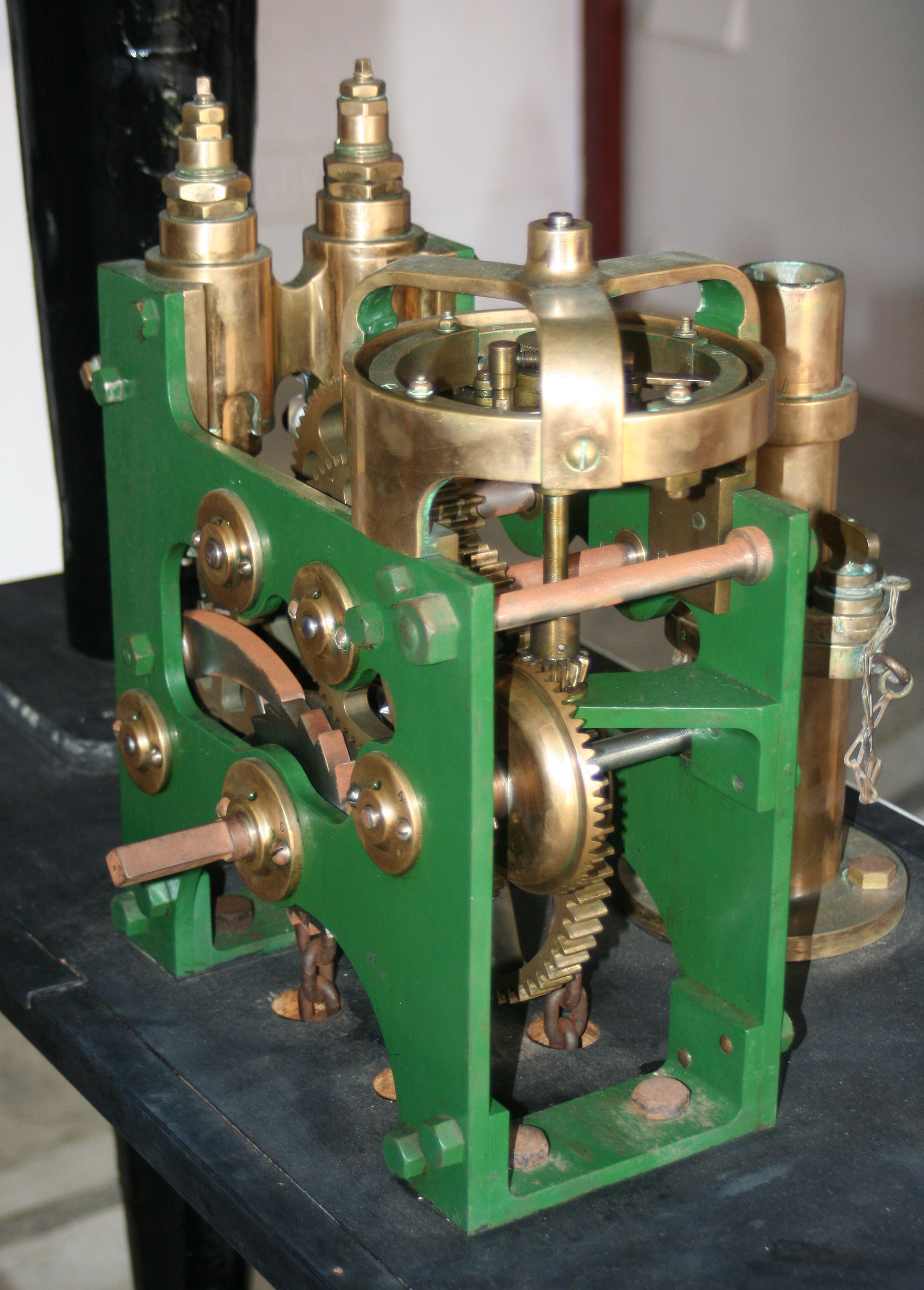
Uhrwerk für Nebelhorn
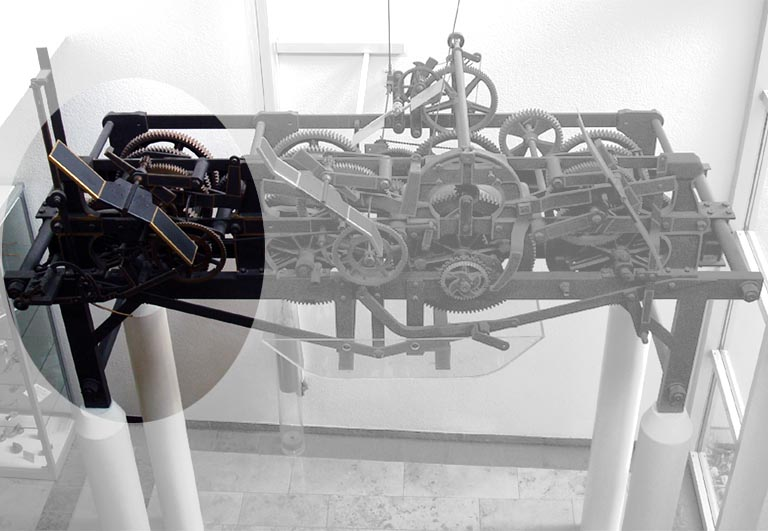
Turmuhrwerk mit Stundennachschlagwerk
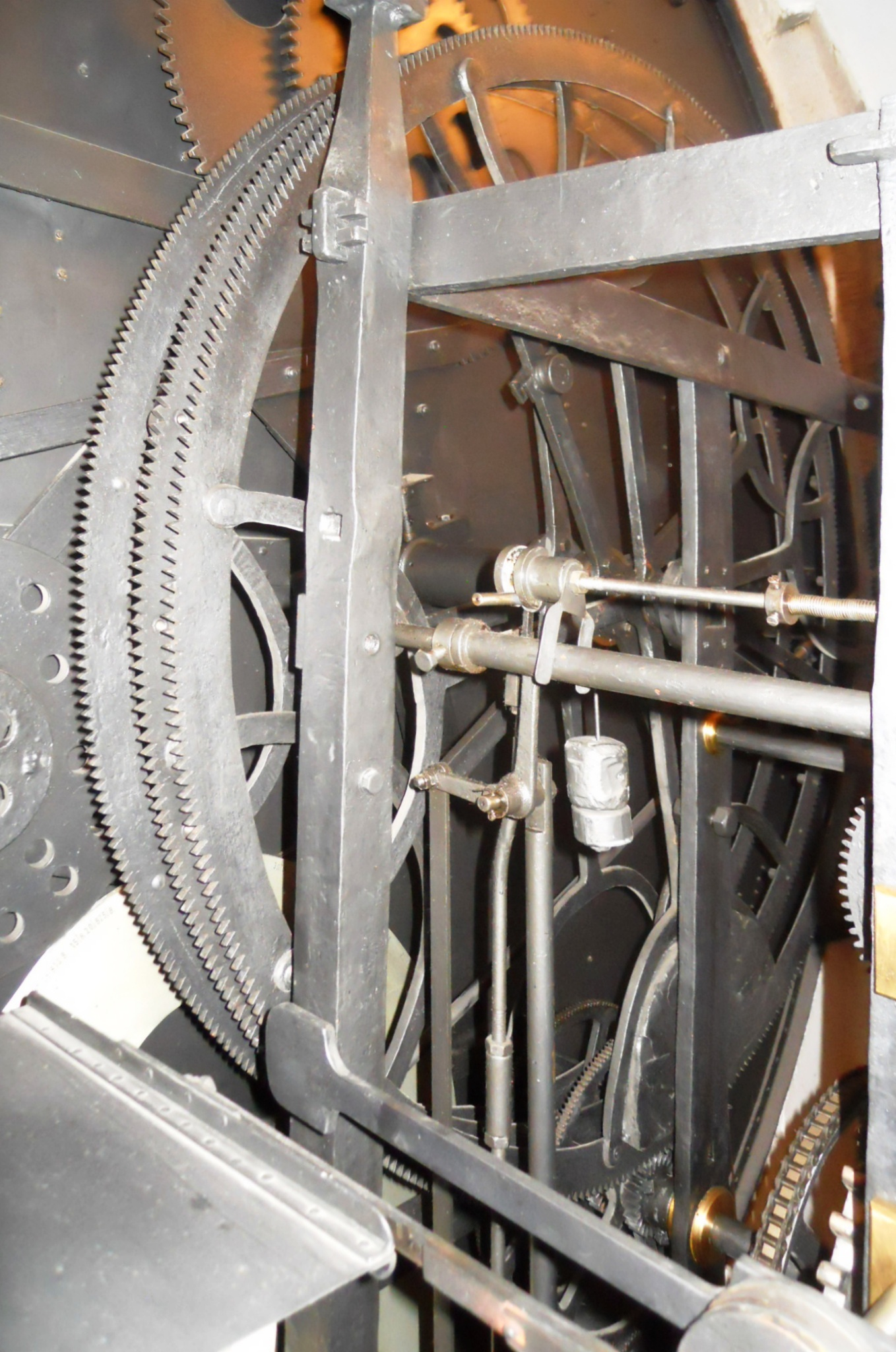
Astronomisches Zeigerwerk Prager Rathausuhr
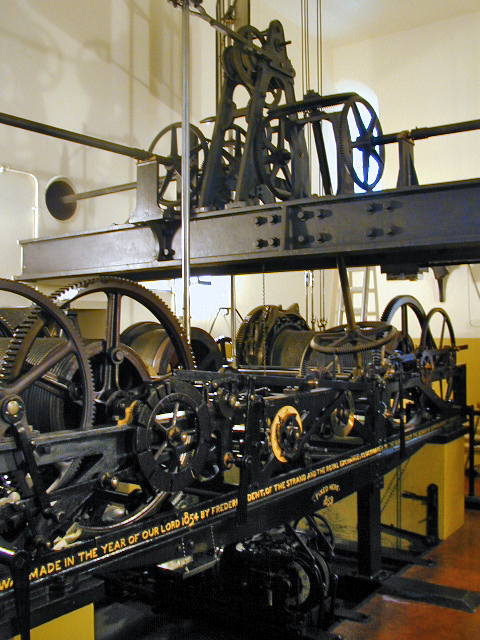
Uhrwerk im Uhrturm des Palace of Westminster in London

## Elektromechanische Uhrwerke

### Mechanische Uhrwerke mit elektrischem Aufzug
Unter anderem wurden Elektromotoren oder Elektromagnete zum automatisierten Aufzug konventioneller Uhrwerke eingesetzt, u. a. auch für Turmuhren.

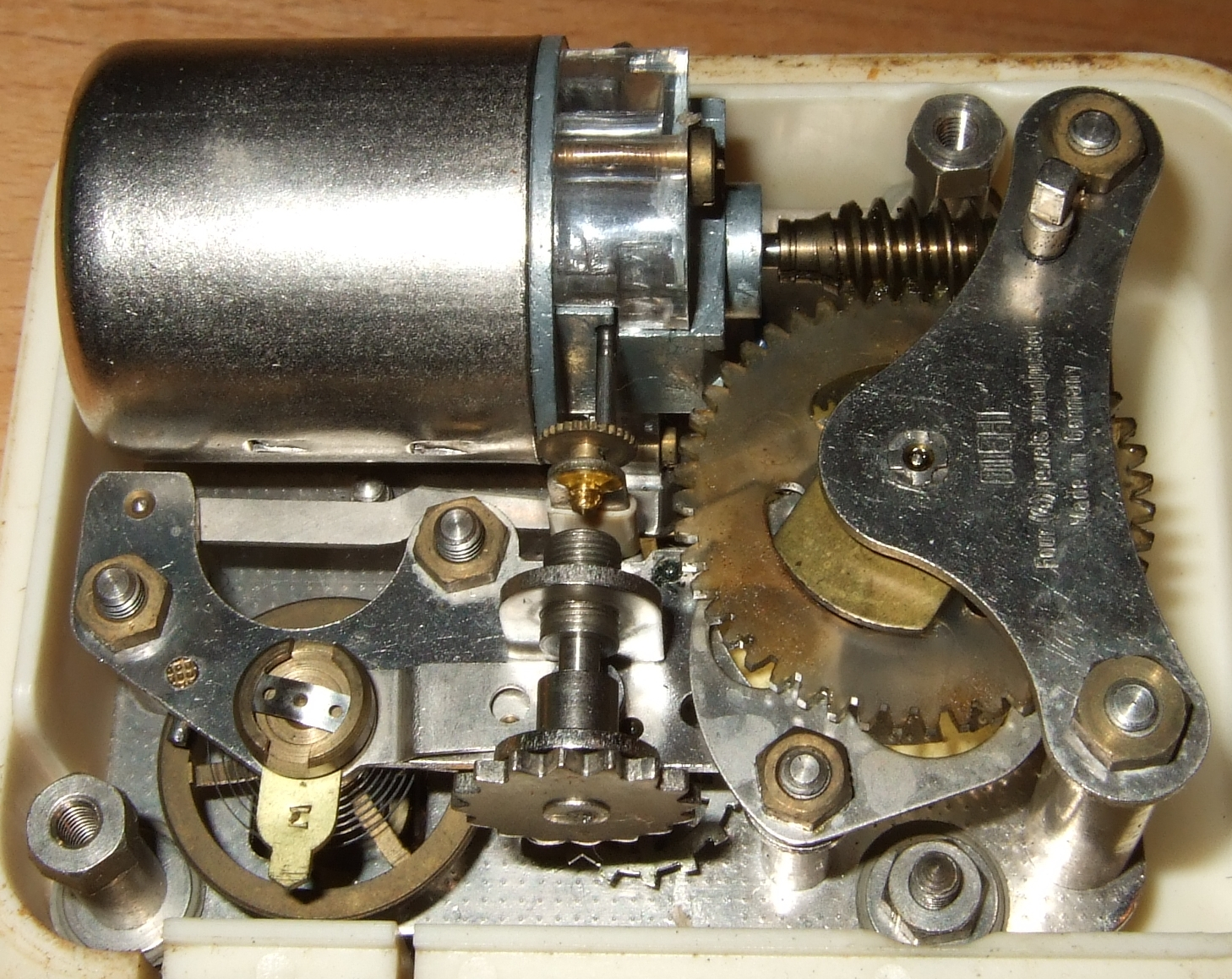
Motoraufzug (Firma Diehl)
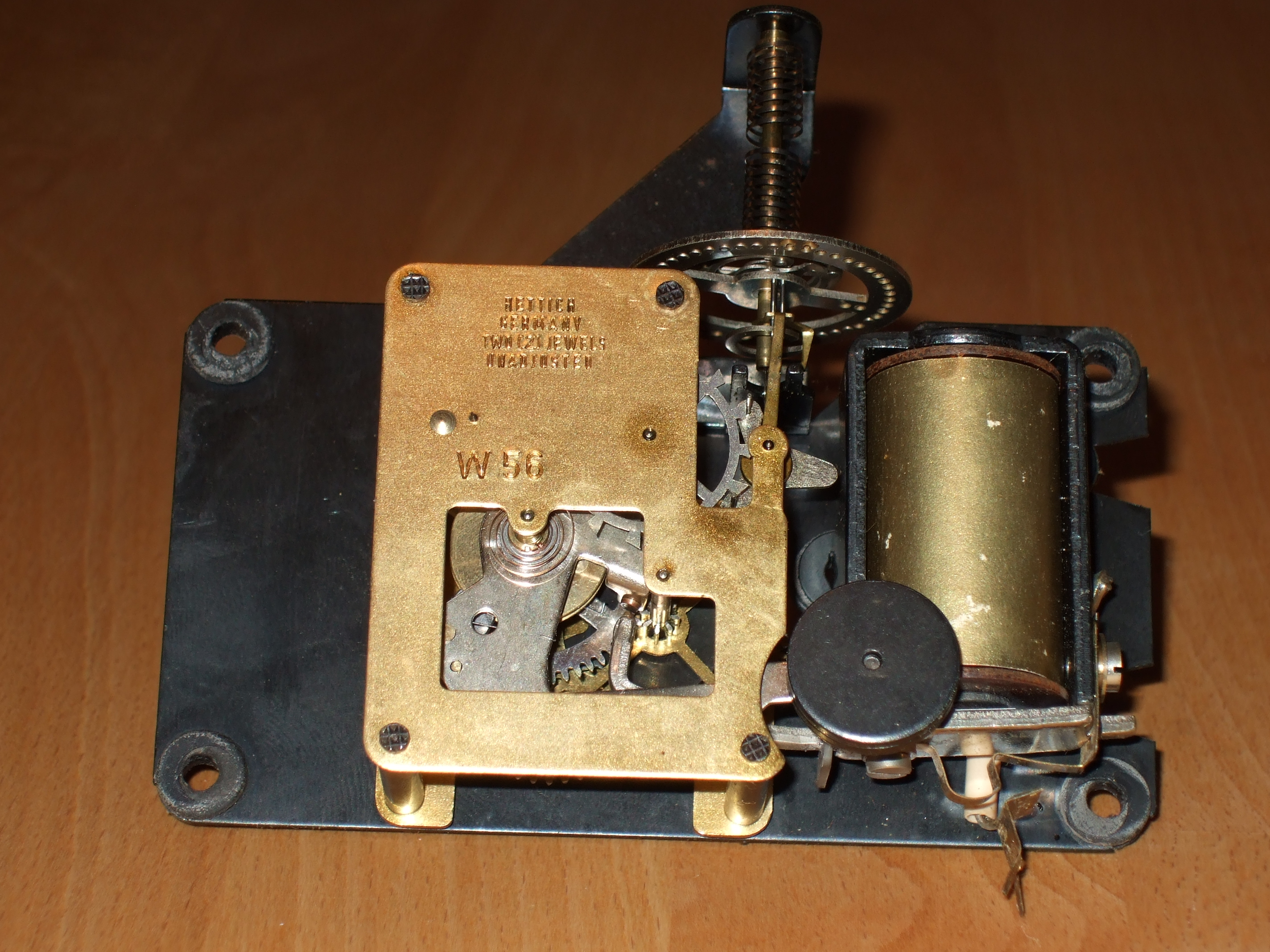
Magnetischer Aufzug (Firma Hettich)
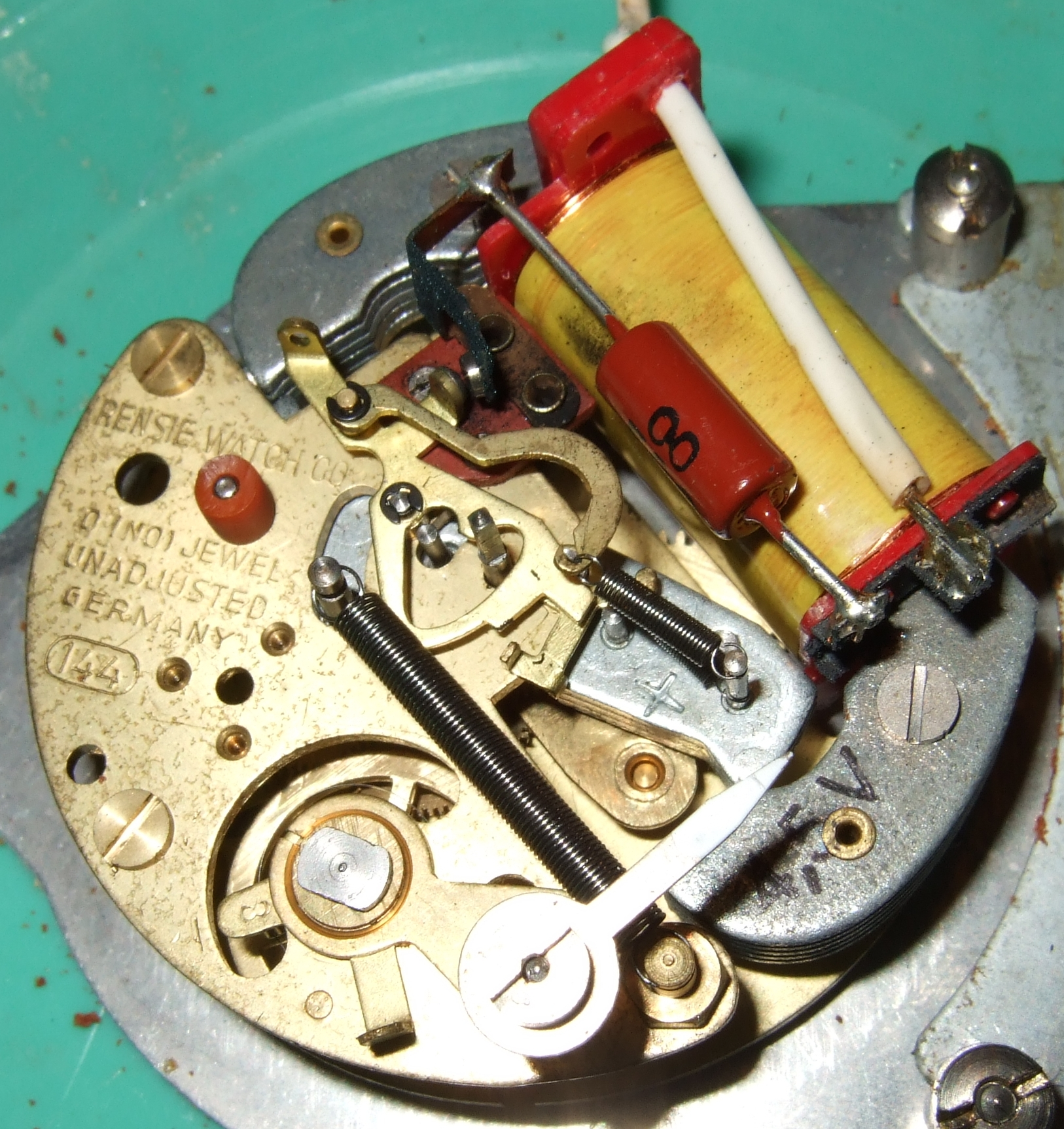
Magnetischer Aufzug (Firma Rensie)
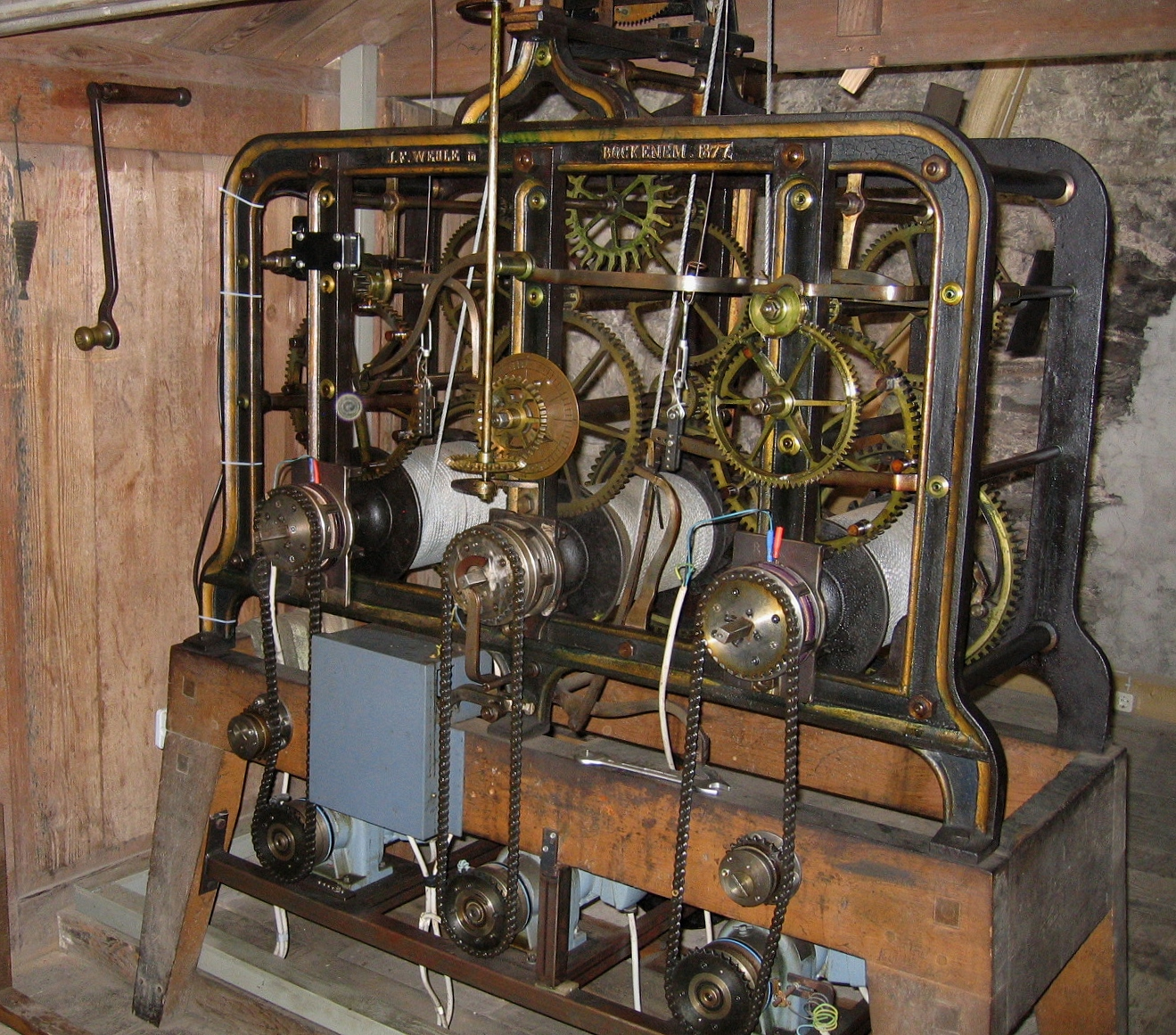
Motoraufzug, Turmuhrwerk J. F. Weule, 1877, Kirche Lüdenscheid
- Turmuhr Villa Haas elektromechanischer Aufzug (Fa. Perrot)

### Synchron- und Schrittmotorwerke
Der Taktgeber von Synchronuhren ist ein Synchronmotor, der über ein Getriebe die Anzeigeelemente Zeiger, bezifferte Räder oder fallende Plättchen antreibt. Ähnlich funktionieren in Uhrenanlagen die Tochteruhren, die von einer Mutteruhr Impulse beziehen und damit einen Schrittmotor antreiben oder ihre motorisch angetriebenen Zeiger synchronisieren. Bei batteriebetriebenen Uhren kommen stromsparende Motoren wie der Lavet-Schrittmotor zur Anwendung.
Synchronuhren sind auch in elektromechanischen, als Zwischenstecker ausgeführten Zeitschaltuhren enthalten.

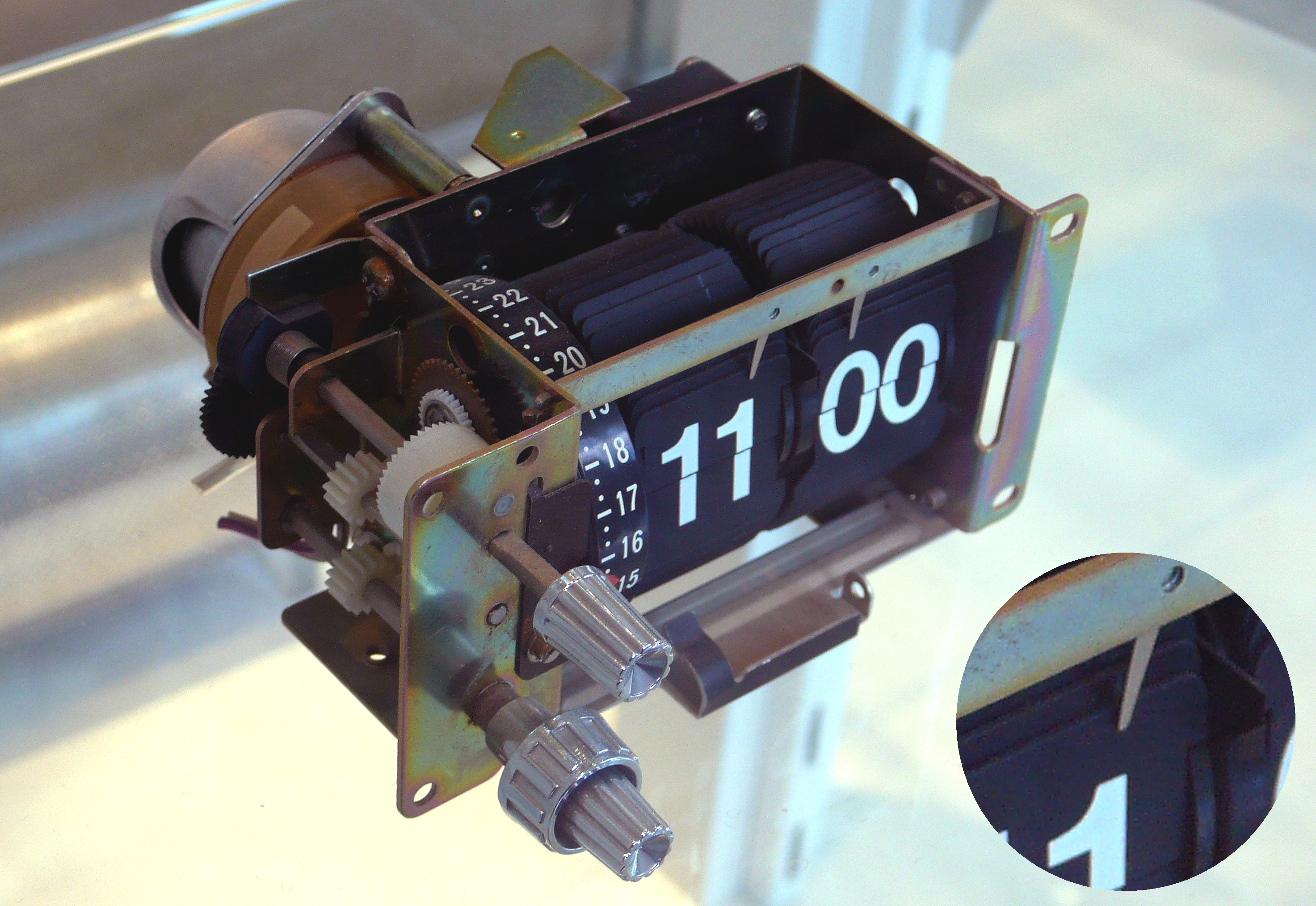
Synchronuhrwerk mit Fallblattanzeige
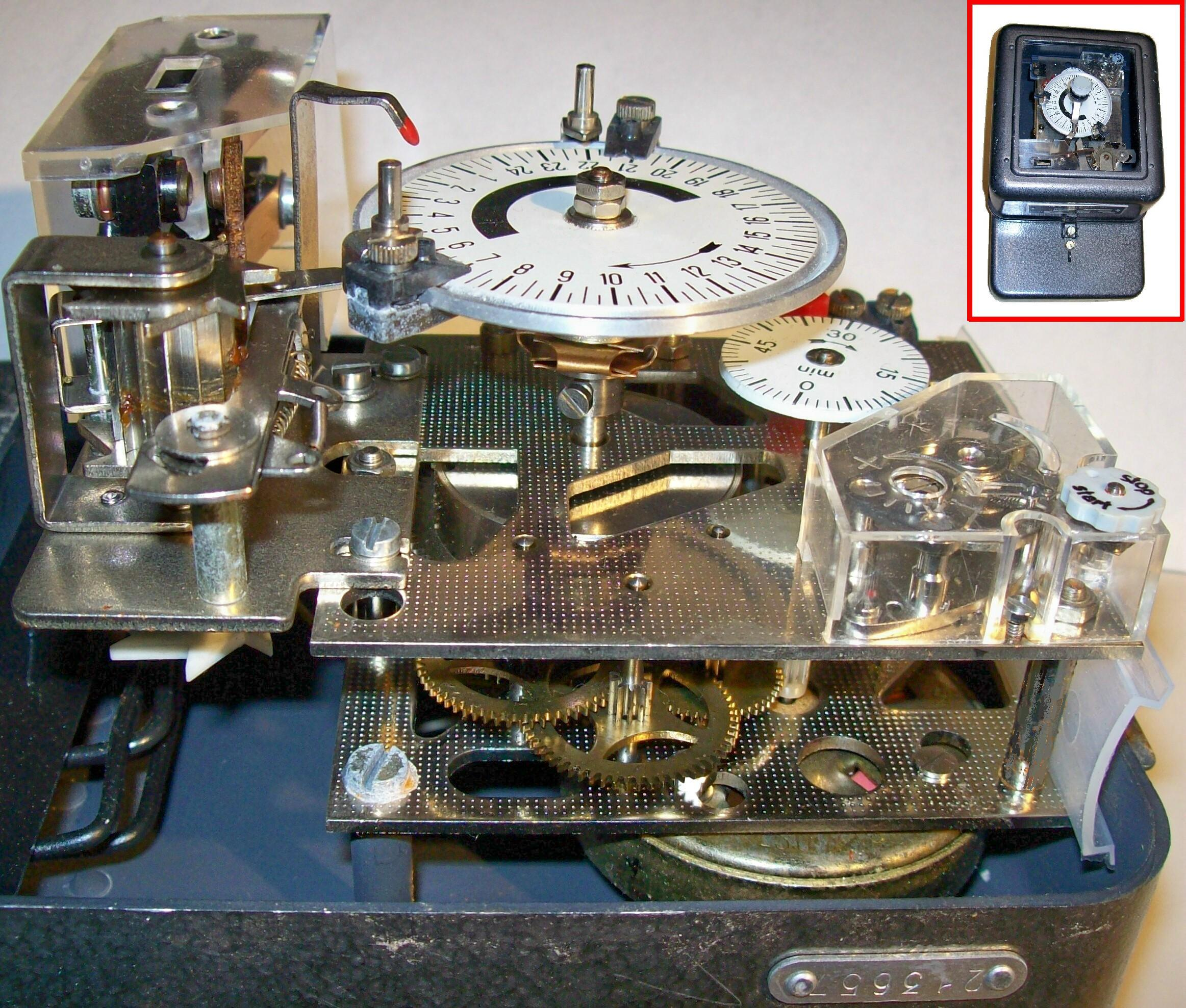
Tages-Zeitschaltuhr mit 10steinigem Unruh-Uhrwerk und motorischem Aufzug für Netzbetrieb; Gangreserve 50 h, 1987, VEB Uhrenwerke Ruhla
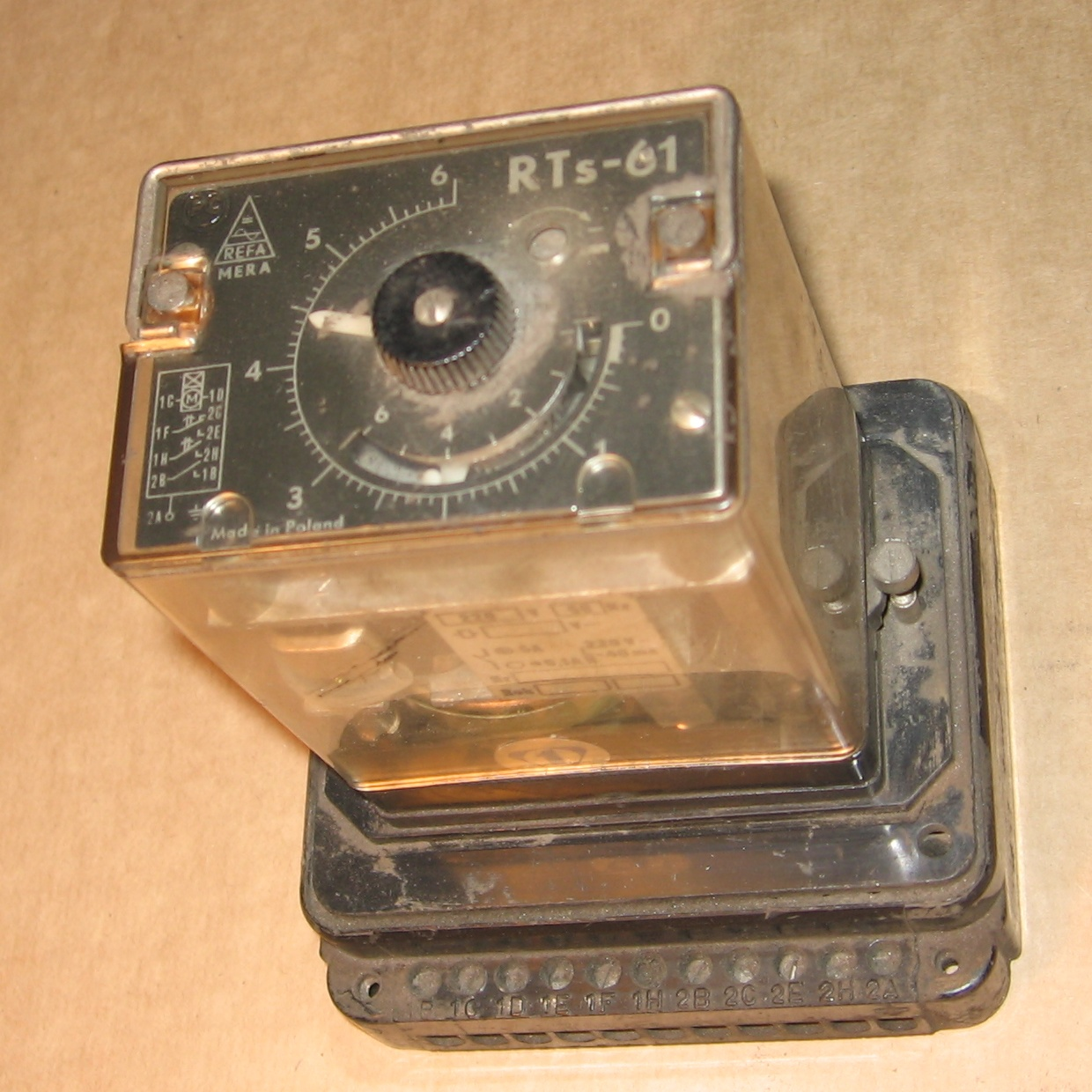
Industrie-Zeitschaltwerk
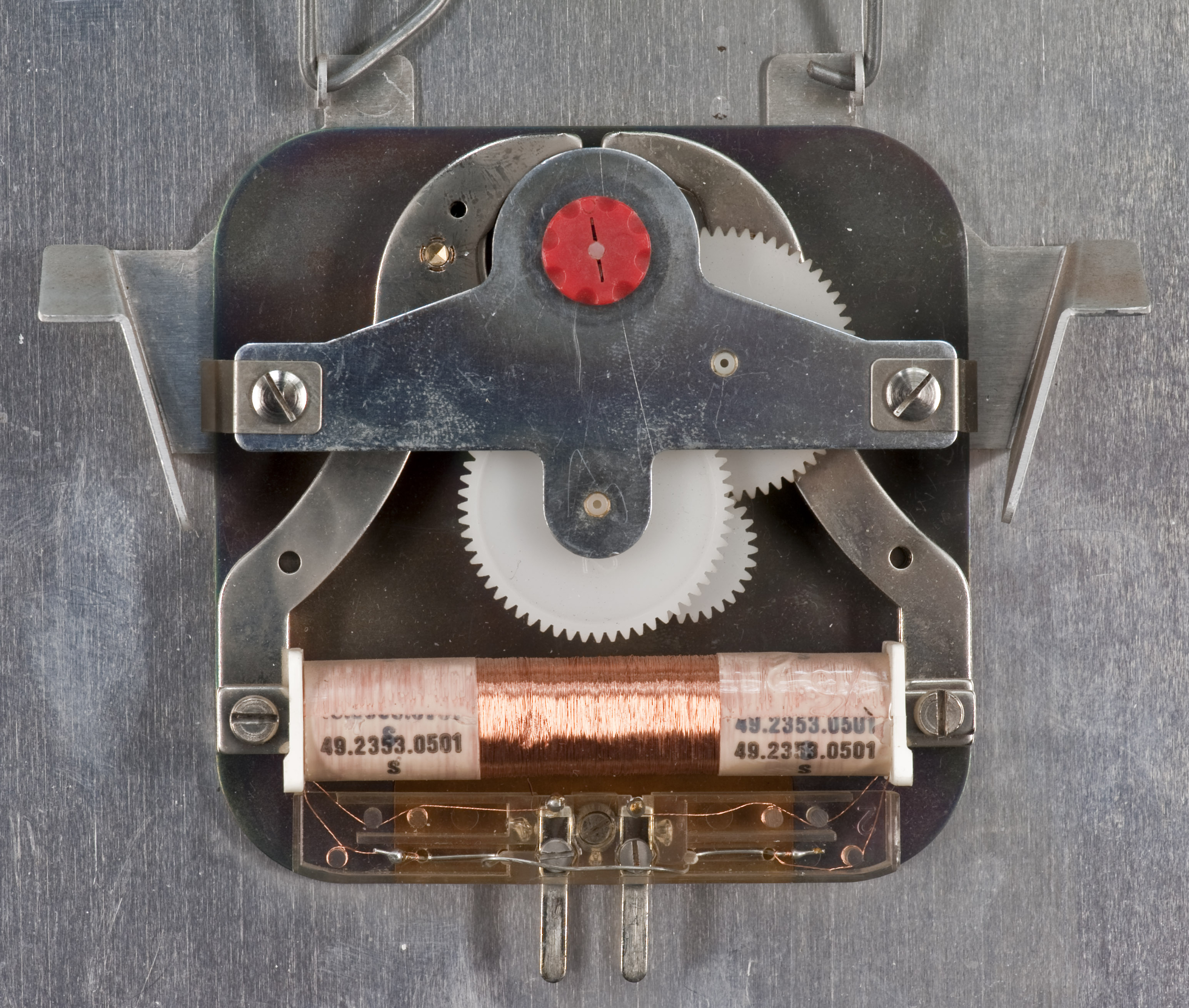
Lavet-Schrittmotor als Uhrwerk einer Tochteruhr, T&N

## Elektronische Uhrwerke
In elektronischen Uhrwerken wird eine Teilfunktion, oder die gesamte Funktion des Uhrwerkes elektronisch realisiert.
Während bei magnetischem oder motorischem Aufzug die Kraftübertragung im Uhrwerk wie bei der konventionellen mechanischen Uhr vom Energiespeicher über das Zeigerwerk zur Hemmung (Schwingsystem) übertragen wird und damit sehr hohe Anforderungen an Genauigkeit und Festigkeit der Zahnräder gestellt wurde, ist bei direktem elektronischem Antrieb des Schwingsystems der Energiefluss umgekehrt. Dadurch ließ sich eine weitere deutliche Vereinfachung des Räderwerkes vornehmen und Energie einsparen.
Verschiedene Schwingsysteme elektronischer Uhren
- mechanische Schwingungen
  - einer induktiv angeregten Stimmgabel (Frequenzen zwischen 300 und 720 Hertz) bei der Stimmgabeluhr.
  - eines Pendels bzw. einer Unruh, wobei diese Dauermagnete tragen und elektromagnetisch durch eine elektronische Schaltung, den Sperrschwinger, in Bewegung gehalten werden (Pendel bzw. Unruh sind die Zeitbasis und bewirken hier selbst den isochronen Antrieb des Uhrwerkes); vor Einführung der Quarzuhr gab es solche nach dem elektrodynamischen Prinzip arbeitenden Uhren, z. B. die ATO-MAT von Junghans[8]
  - eines elektrisch angeregten Schwingquarzes. Die Schwingungen eines speziell ausgelegten Uhrenquarzes mit der Frequenz von 32,768 kHz werden über Frequenzteiler geführt und dann entweder gezählt oder direkt zum Antrieb eines Lavet-Schrittmotors verwendet, der einen Zeiger bewegt (Skalenanzeige). Zur Zifferndarstellung, zur Zeigerdarstellung auf einem Flüssigkristalldisplay oder zur Generierung eines Taktsignals werden die Schwingungen gezählt und mit Hilfe einer Software verarbeitet. Die meisten Armband- und Wohnraumuhren verwenden heute Schwingquarze als Taktgeber.
- Zeitsignale
  - Funkuhren empfangen elektromagnetische Wellen von Zeitzeichensendern (DCF77).[9] Ein Beispiel ist die Armbanduhr JUNGHANS MEGA, „die erste Funkarmbanduhr der Welt mit Zeigern“[10]
  - Die Zeitanzeigen von Mobiltelefonen oder Computern synchronisieren sich an über das Mobilfunknetz oder über das Internet übertragenen Zeitsignalen.
- Quantenübergänge eines elektronisch angeregten Stoffes
  - Atomuhren nutzen Energiedifferenzen von Elektronenniveaus (zum Beispiel die Cäsium-Atomuhr)
  - Schwingungszustände von Molekülen (meist ebenfalls als Atomuhren bezeichnet)

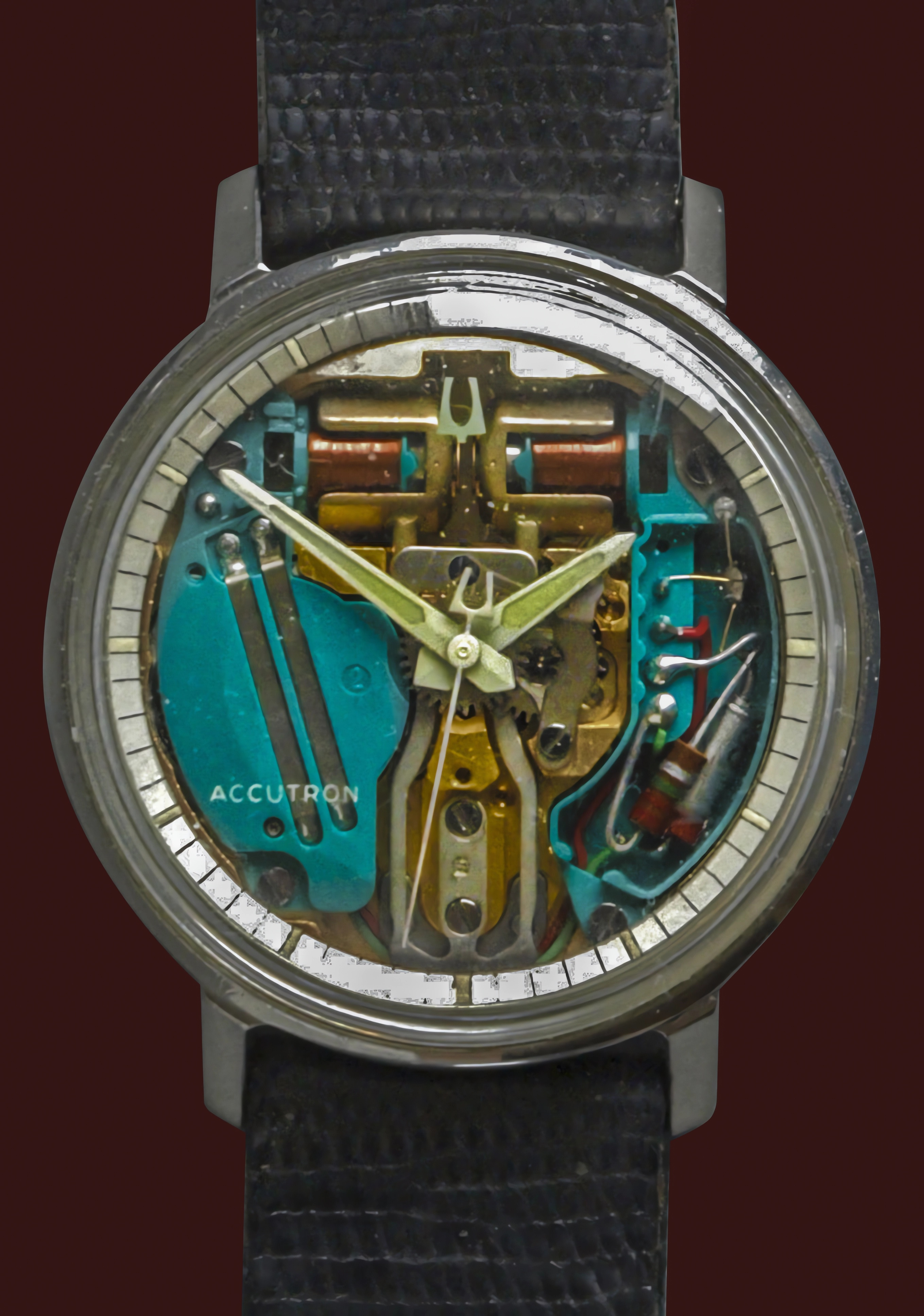
Stimmgabelwerk, Bulova Accutron, Modell Spaceview 1971
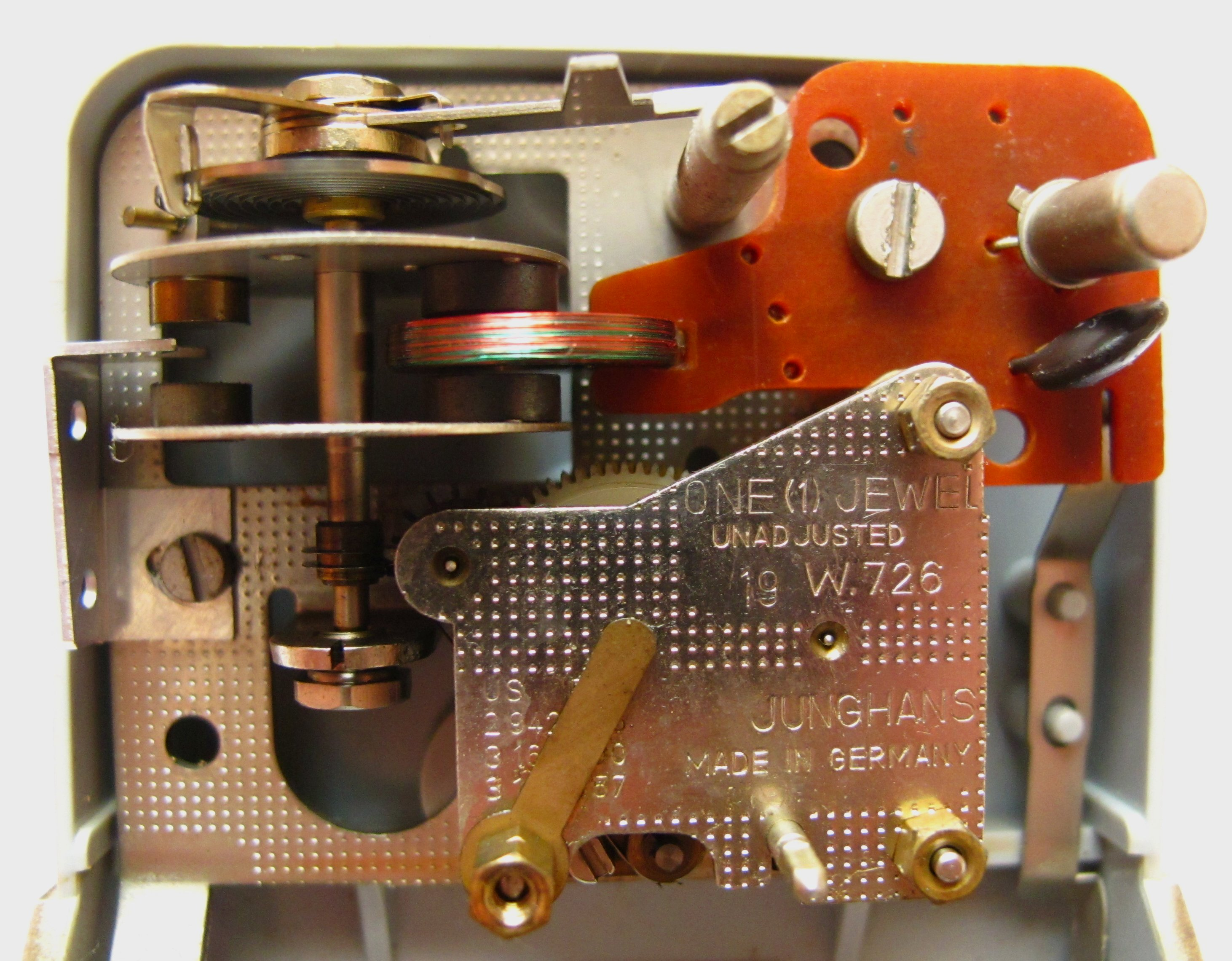
Sperrschwingerwerk Junghans
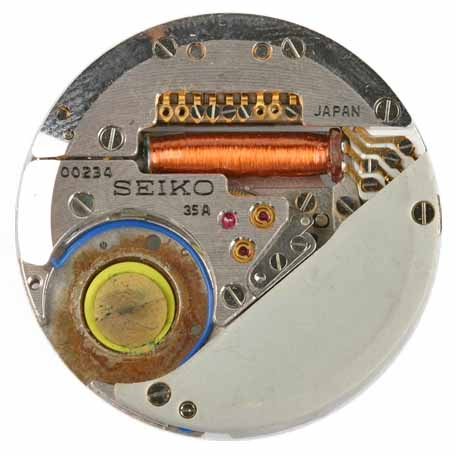
Erstes Quarzarmbanduhrwerk Kal. 35A, Nr. 00234 Seiko 1969, Deutsches Uhrenmuseum
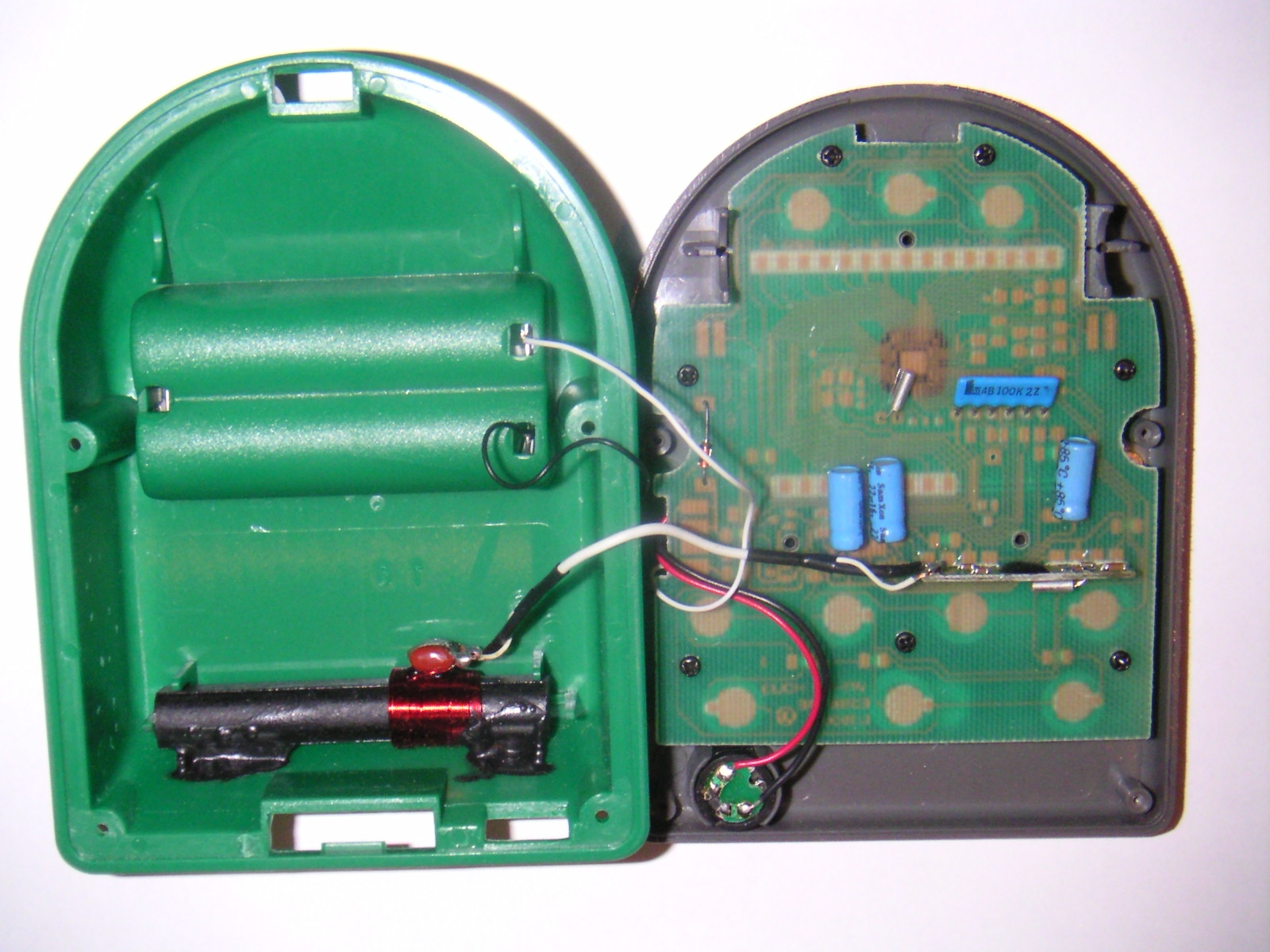
Funkuhrwerk mit Wecker, Ferritantenne (links unten) und Batteriefach (links oben)

## Batterieuhrwerke
Batterieuhrwerke können sowohl elektromechanisch als auch elektronisch sein. Heute werden fast nur noch Quarzuhrwerke eingesetzt. Die Ganggenauigkeiten kann durch die Integration einer Funkuhr verbessert werden, welche sich laufend mit den Signalen von Zeitzeichensendern synchronisiert.
Bevor die Möglichkeit bestand, preiswert Quarzwerke herzustellen, gab es Verfahren wie Sperrschwinger, die in kompakter Bauform und mit Batteriebetrieb akzeptable Laufzeiten und Ganggenauigkeiten erreichten.
Batterieuhrwerke kombinierten verschiedene Vorteile.
- Der automatisierte Aufzug, sodass das Federwerk nicht mehr z. B. eine Woche vorhalten musste, sondern ggf. nur wenige Minuten.
- Das gestattete eine Vereinfachung der Uhrwerke und damit eine Kostensenkung des mechanischen Teiles.
- Der Batteriewechsel war gegenüber dem Aufziehen von Hand seltener erforderlich.
- Bei vielen Uhrwerkstypen ist die Ganggenauigkeit nicht vollständig von der Antriebskraft entkoppelt, daher reduzierte sich durch den häufigen elektrischen Aufzug auch der Uhrenfehler.

Batterieuhrwerke boten damit preiswert vergleichsweise gute Ganggenauigkeit und Komfort.

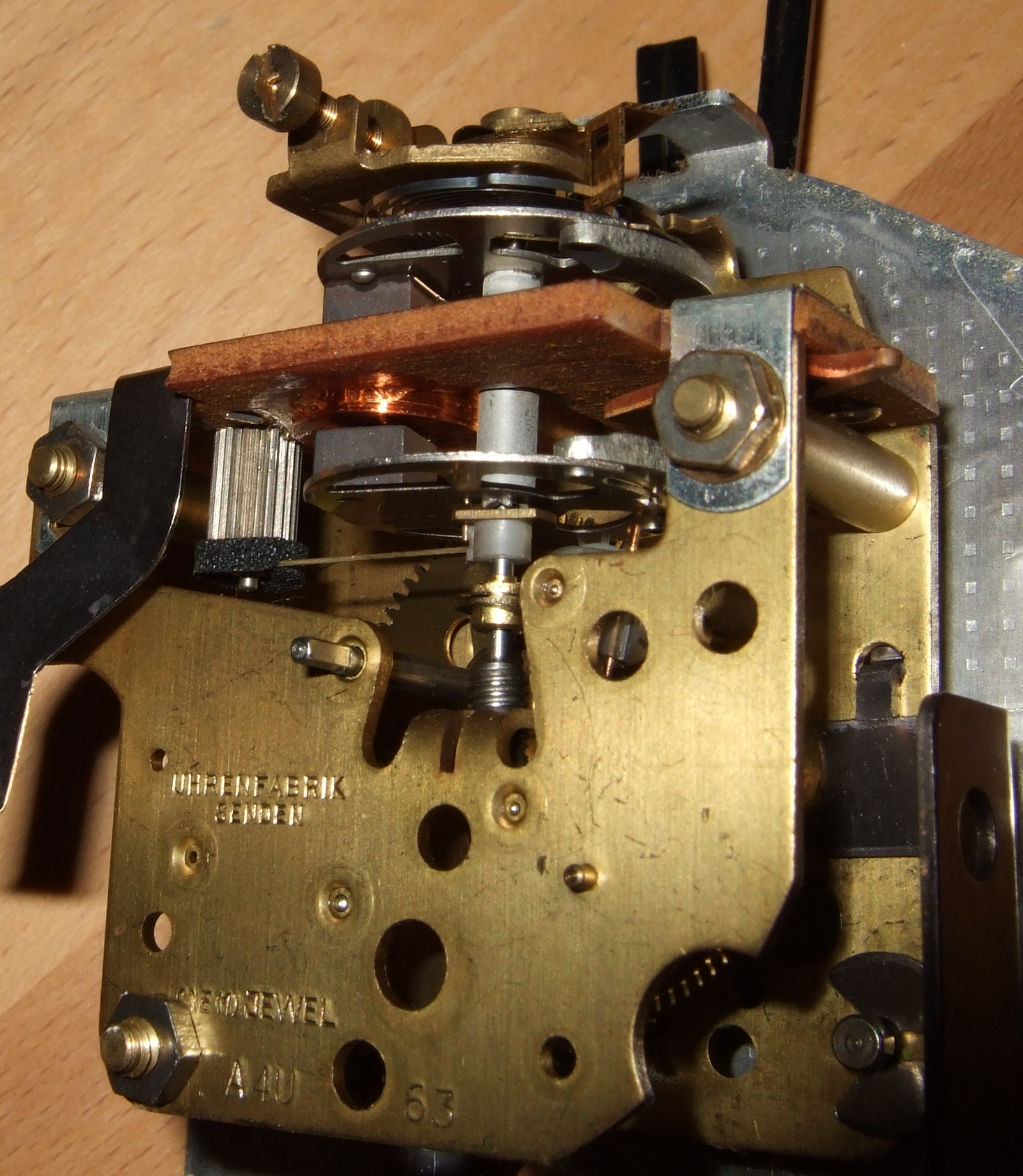
Elektromechanisch gesteuerte Unruh mit Magneten (Firma Senden)
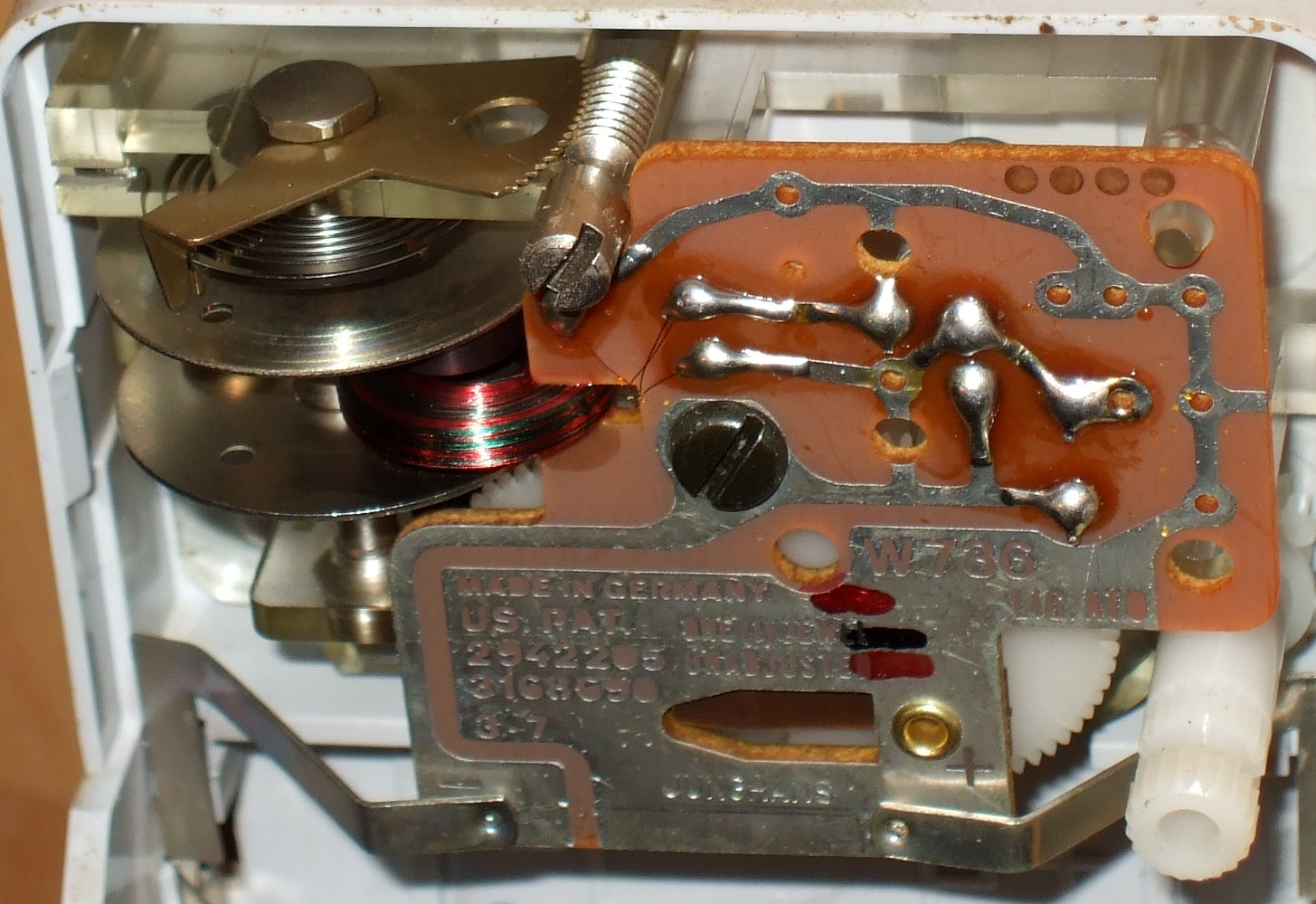
Elektrodynamisch mittels Sperrschwinger angetriebene Unruh
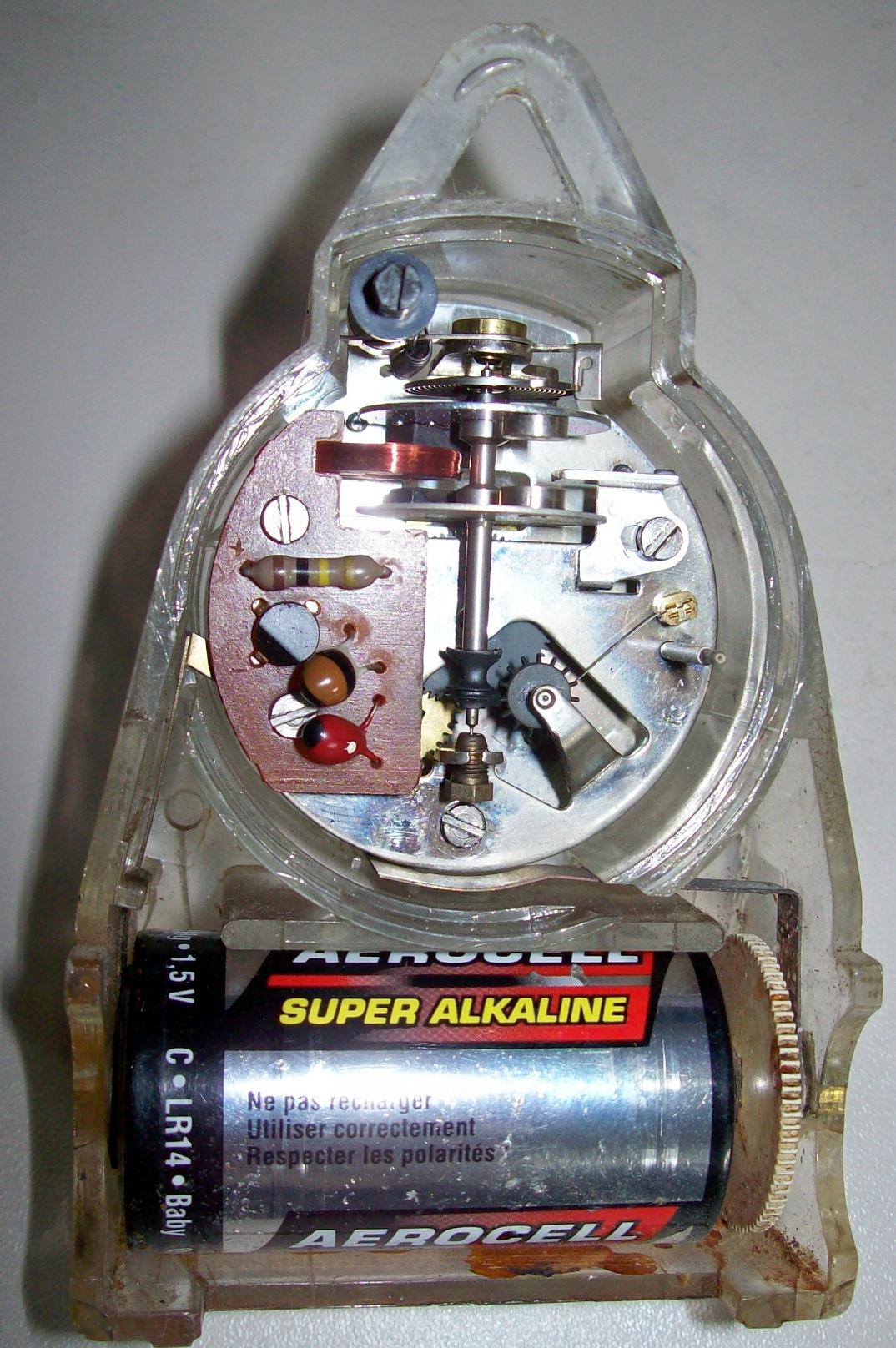
Wanduhrwerk (Rückseite); elektrodynamischer Unruh-Antrieb (Sperrschwinger)
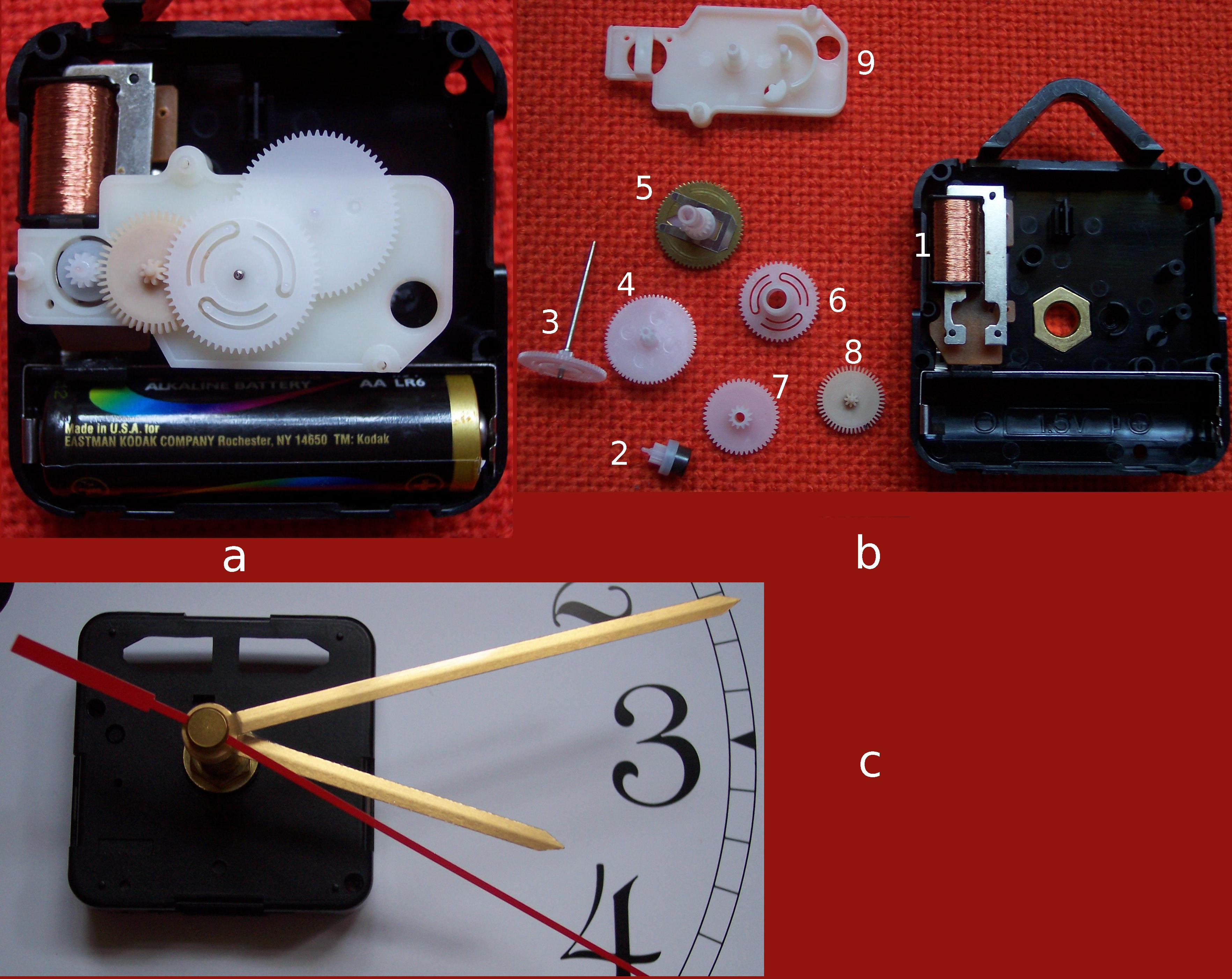
Übliches Quarzuhrwerk mit Lavet-Schrittmotor zum Antrieb der Zeiger